# 台灣高鐵
台灣高鐵（全名台灣高速鐵路）是中華民國的高速鐵路系統，由一條北起臺北南港、南迄高雄左營的鐵路線構成，路線全長約350（220英里），縱貫臺灣人口密集的西部走廊；最高營運時速300每小時（186英里每小時），全程直達車約時105分鐘，連結臺灣南北成為一日生活圈。其由台灣高鐵公司興建及經營，採用日本的新幹線為主要技術基礎，建設費用約新台幣5,133億元，現已成為臺灣西部主要的城際運輸工具之一。
臺灣經濟於20世紀中期飛速發展，但當時作為全臺城際運輸動脈的台灣鐵路（台鐵）無法獨力承擔龐大的客運需求，成為台灣高鐵興建的重要背景。中華民國政府自1970年代起著手規劃臺灣南北高速鐵路建設案，於1987年至1990年間進行可行性研究，並在1990年由交通部成立高鐵業務專責機關（經過多次改制，現為交通部鐵道局）；之後在1990年代完成選線方案和政府核定，並於1996年10月決議採取BOT模式進行招標。1997年9月，台灣高鐵聯盟（今台灣高鐵公司）獲選為BOT優先議約對象，並於1998年7月正式與交通部簽約，1999年3月正式開工後在該年年底擇定使用台灣新幹線財團的機電系統技術。2004年完成隧道與其他主要土木建設，於2005年做高速測試達到最高試驗速度315每小時（196英里每小時）後，在2007年1月5日通車試營運、隔月1日正式開業。高鐵通車時共有8個車站開業，並預留空間以後續建設苗栗、彰化、雲林、南港等4站，這些後續車站在2015年底至2016年7月陸續投入服務。
台灣高鐵設計最高時速350每小時（217英里每小時），採用25 kV/60 Hz交流電系統進行供電。高鐵營運路線中，大約73%的路段為高架，其中彰化—高雄高架橋為世界第二長橋樑；大約18%的路段為隧道，其中八卦山隧道為高鐵全線最長的山岳隧道。高鐵沿線車站主要設置在市郊，並在各站周邊劃設特定區進行土地開發，具有促進地方經濟發展、保障高鐵BOT業者獲利等多項目的；車站與市中心之間的接駁則依靠大眾運輸系統，包括台鐵沙崙線及六家線、台中捷運綠線、高雄捷運紅線、高鐵快捷公車等。高鐵使用700T型列車運營，亦使用工程車輛做高鐵沿線維護和列車調度；為了要控制系統運作，台灣高鐵公司聘用上百名員工在行控中心和駕駛座控制列車。由於台灣經常面臨颱風、地震、山崩等天然災害，高鐵沿線設置天然災害告警系統，以便應對天災和異物入侵等事件。
依照2025年7月起適用的班表，高鐵每周開出1,128班次，均提供商務車廂和自由座，於台灣時間每日5點50分到24點整間提供服務。目前台北到左營的單程票標準費用為新台幣1,490元，另提供早鳥票、大專院校學生票、定期票、回數票等優惠票種。高鐵開業初期的運量低於預期，但後續從營運最初幾個月平均每日運量不到4萬人次，增長到2013年6月平均每日超過12.9萬人次。到2014年，儘管每日運量達13萬人次，但遠低於2008年預測的每日24萬人次；2010年8月，高鐵迎來總運量超過1億人次，在2012年12月迎來2億人次，截至2025年3月已超過9億人次搭乘，並且在2023年10月1日以33.8萬人次寫下單日最高運量紀錄。而在地方呼聲及中央政策之下，高鐵尚有南延屏東及北延宜蘭的規劃；雖不在高鐵BOT合約的建設範圍內，兩個延伸段正在進行可行性研究、環境評估以及路線方案選擇。

## 歷史

### 提案

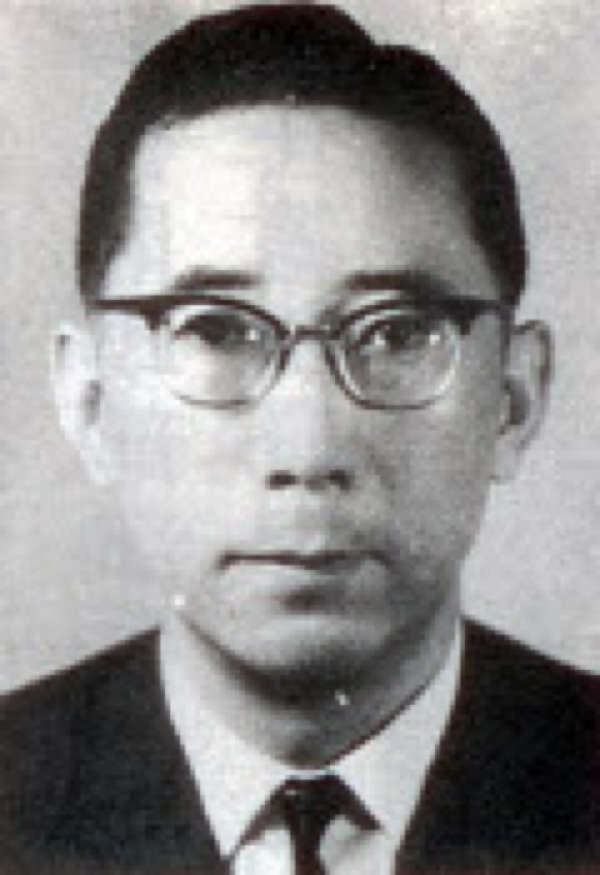
張繼正（肖像如圖）在1972年末於大會上提及未來20年綜合開發計劃，項目包括「經濟發展狀況興建高鐵」

1972年12月10日，張繼正在中國經濟建設研究會第五次會員大會上講述中華民國政府近20年來的經濟建設計畫的成果與遇到問題，並提及行政院國際經濟合作發展委員會在1960年會同有關機關研擬台灣地區綜合開發計劃，另外張繼正也順帶提及未來20年內的綜合開發計劃，其中包括「視經濟發展而興建高速鐵路」的「建立高速運輸及通信系統」計畫。1973年12月29日，交通處臺灣鐵路管理局局長陳德年表示鐵路局已經和行政院國家科學委員會開始研究興建高速鐵路的可行性，並且派員去日本蒐集新幹線相關資料作為參考，而交通部運輸計劃委員會也會將高速鐵路列入當時的研究之一。不過在1974年10月17日，台灣省交通處處長陳樹曦對外表示高鐵新建案在當時政府的財務狀況和興建技術來看是不可能達成的，也因為此時政府正推動十大建設，所以高鐵新建研究案不僅要等到3到5年後才會值得，也要最快等到十大建設完成後才有能力辦理。
1975年1月6日，交通部次長王草清在國立臺灣大學法學院參加十項建設座談會時表示政府配合長期交通發展計畫而需要在這十年內大量投資，以便迎合國家經濟和人民需求，另外也會根據未來需求而繼續投資供高鐵建設使用。1977年4月19日，當時的行政院經濟設計委員會指出台灣鐵路西部幹線電氣化、北迴鐵路、南迴鐵路等計畫陸續完工後，預測在1996年以後的運量趨近飽和，故而敦促籌建時速達200（124英里）以上的西部高速鐵路，因此在1977年9月5日，鐵路局在著手研究興建高速鐵路，預期不僅能適應23年後的台灣交通需求，還能將南北部之間的時間距離縮短至兩小時左右。之後在1978年4月13日，交通處長常撫生說到政府考慮到未來發展而研議興建高速鐵路，預計要花新台幣2,000億元工程費，也要到後續十二項建設完成後才考慮籌錢興建。
1978年9月25日，鐵路局長范銳提及鐵路局已選出一條靠山的路線作為構想中的高速鐵路路線，預計興建長度為368.5（229.0英里），於基隆、台北、龍潭、中興新村、高雄等地興建11座高鐵車站，這條路線不僅能節省土地徵收費用，還可以開發山區腹地，達成地域平均發展。1980年2月7日，經過大約六年的研究，高鐵研究小組近日已完成全線實地勘察，認為具有高可行性，另外高鐵的新建不但所需土地比第二高速公路小，而且具有經濟效益。然而除了基隆、高雄兩站之外，其餘九站大多為新設車站且預計坐落在山區邊緣，因此旅客如何來往市中心和高鐵車站仍是需要研究的課題。
1981年7月17日，鐵路局長董萍告訴部分監察委員說，「發展建築超級鐵路專題研究小組」已完成研究報告，建議政府興建從基隆到高雄長363.2（225.7英里）的高速鐵路。1983年1月26日，交通處長魏巍提及台灣省政府已完成高速鐵路規劃工作，並報請行政院核定，預計花費新台幣2,700億元，採用標準軌新建高鐵，預期在完工後可達最高行車速度300每小時（186英里每小時），可以在1到2小時內來往台北和高雄，然而省政府主席邱創煥在1984年12月14日表示經過估算後高鐵建設需要花費高達新台幣5,000億元，因此認為政府可能在短期內無法負擔巨額建設費用。1987年2月11日，行政院經建會委員會通過十六項公共投資先期計畫，決定積極研擬在台灣西部走廊興建高速鐵路，並規劃進行可行性研究。

### 可行性研究
1987年3月30日，立法委員簡又新針對高速鐵路興建案提出質詢，建議政府立即成立超部會組織，並將高速鐵路計畫提升為行政院級大計畫，以便提升21世紀的生活與交通品質。1988年1月，鐵路局已為隔年度編列新台幣1,000萬元預算，主要配合交通部指示辦理高速鐵路可行性研究，而交通處長林思聰在1988年2月23日對外表示台灣省政府已經開始做南北高速鐵路的興建規劃工作。1988年11月10日，交通部與美德顧問公司（AMDEC）簽約，委託該公司做高速鐵路可行性研究，預計在1990年2月完成。至於交通部長張建邦在1989年6月26日不僅向立法院保證台灣第二高速公路將要施工，也提及政府正積極規劃在10年內興建高鐵的可行性，一旦完成將營運速度設定為400每小時（249英里每小時），將台北來往高雄的時間距離縮短為45分鐘。另外張建邦也希望政府先編列好預算，再用市價徵收方式來解決土地徵收問題，並表示高鐵興建時台灣北中南的捷運將同步興建，期盼能吸引民間投資，串接高鐵和大眾捷運系統。
1989年9月，交通部運研所和美德顧問公司已完成初步可行性評估，排除利用台鐵西部幹線興建高速鐵路，另針對海線、中央線及山線三條路線方案做選擇，而交通官員傾向在高鐵沿線設置台北、桃園、新竹、台中、嘉義、台南和高雄七站。另外交通官員指出當時磁浮列車仍在試驗階段，僅在西德部分地區投入服務，儘管磁浮列車可以用500每小時（311英里每小時）的營運速度勝過傳統高鐵速度，但預估興建經費將會達到新台幣5,000至6,000億元，高過於傳統高鐵的新台幣4,000億元，因此依照當時的經濟效益和技術判斷興建磁浮鐵路的可行性較低。1989年11月26日，台灣西部高速鐵路可行性研究工程師鄧有能與何森龍在「中國土木水利工程學會七十八學術研討會」上提出「高速鐵路工程可行性規劃」研究報告。報告內指出台鐵若採取截彎取直方式提高行車速度，頂多只能縮短9至15分鐘，較無經濟效益，因此標準軌高速鐵路或磁浮列車較為可行。在選線方面，考慮到海線可能會途經台中港而無法服務到台中或嘉義民眾，再加上當地地質狀況不佳且預估運量不如中央線或山線方案，因此不考慮選擇此方案；中央線和山線方案部分根據可行性研究報告傾向採納山線方案，但需考慮到從台中以北20公里處開始需要避開山區隧道群，因此在報告中建議台中以北路段往西偏移，靠近中央線方案；另外基隆-台北段和高雄-屏東段的實質效益不高而不宜興建，因此高鐵設站方面依舊跟初步可行性研究報告一樣設置7站。至於鄧有能與何森龍亦強調在未來成案後，除了工程可行性之外，仍需評估高鐵的運輸規劃和經濟效益。
由於在初步可行性研究報告中顧慮到磁浮列車較無經濟效益，因此交通部在1990年1月17日決定建議行政院採用傳統式鋼輪高速鐵路，根據交通部運研所高速鐵路專案小組完成的評估報告，台灣高鐵將在西部走廊選定中間偏山區的內陸線，在台北到高雄之間共設7站，在市區和郊區分別做地下和高架，全線長365（227英里），並且將會在報請行政院核定後做2年內的細部規劃。1990年2月21日，交通部運研所在行政院經建會委員會議審查台灣地區興建高速鐵路可行性研究方案時提出高速鐵路投資計畫初步評估報告，說明高速鐵路將會以雙軌鋼輪做設計，平均行車速度介於270—300每小時（168—186英里每小時），台北到高雄的行車時間約105分鐘。1990年2月28日，行政院經建會委員會同意高速鐵路的可行性研究，未來將以公營模式經營高速鐵路，雖然允許部分承包商或聯合開發的民間資金介入，但不排除會開放民營興建與經營。當時預估興建經費依照1989年幣值計算，在未考慮物價上漲的因素下為新台幣2,792億元，若以每年平均物價上漲率3.5%或4.5%計算則會高達新台幣3,700億元或4,000億元，若再加上施工期間公債或貸款之還本付息則會高達約新台幣6,000億元，由於興建經費龐大，行政院經建會委員會已要求交通部與財政部、主計處等單位共同研擬完整財務及營運計畫，以利財政調度及工程之進行。

### 綜合規劃

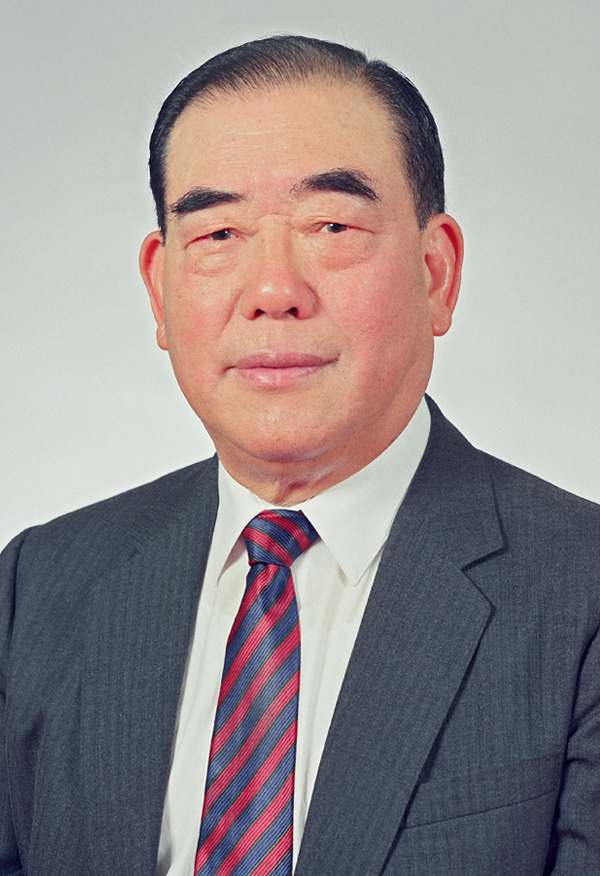
時任行政院院長的郝柏村（肖像如圖）在1991年推翻交通部的高鐵路線構想，並採用他的高鐵路線規劃版本

1990年7月2日，交通部高速鐵路工程籌備處正式成立，由董萍出任首任處長，而交通部長張建邦在成立典禮當天表示應加強工作績效，將工期縮短至8年內完成。1990年8月，總經費高達新台幣4,000億元的高鐵建設案開始辦理總工程顧問招標作業，在1990年8月24日截止投標時有德國、日本、法國等廠商完成投標，並提出綜合設計書。1990年9月6日，交通部高速鐵路工程籌備處對外宣布使用TGV系統技術的法國SOFRERAIL顧問公司得標，並於1990年10月1日與得標顧問公司簽約，擔任興建台灣西部走廊高速鐵路的綜合規劃顧問，至於未得標顧問廠商日本JARTS和西德DEC則被高鐵處聘為特別顧問，因此這三家顧問公司要在1年規劃期內共同訂定高速鐵路系統技術規格和功能需求。高鐵處另外也表示為了要提高台灣高速鐵路的技術水準，並且在未來要做技術轉移才能符合國內特性，因此在合約中需要再聘用中華等6家台灣顧問公司一同辦理。
1990年11月17日，營建署長蔡兆陽在內政部長許水德召開的營建主管會報當中，提出台北和高雄2站採用高鐵和普通鐵路合併設站，其餘5座車站桃園、新竹、台中、嘉義及台南5站仍尚未討論是否要設新站，以便配合交通部的高速鐵路規劃，而許水德在肯定蔡兆陽的提議後，指示地方政府預先準備做大規模整體規劃。1991年5月27日上午，行政院經建會邀請相關部會討論推動高速鐵路興建事宜，並決定高鐵車站採用區段徵收，其餘用地採以一般程序徵收，且全線用地可不經各縣市都市計畫委員會審議作變更土地使用。為了要縮短高鐵工期，高鐵籌備處會先將興建規劃案送交經建會委員會議討論，並將以「統包」方式辦理專業性工程。
然而在1991年6月21日，行政院院長郝柏村推翻交通部所提高速鐵路沿途設立七站的構想，並要求僅可在台北和高雄之間設立一至兩站，才能維持高速原則，因此讓桃園、新竹、台中、嘉義、台南等地方民眾引發反彈，並表示可能會降低使用效益且影響城鄉均衡發展。不過，郝柏村也表示高鐵路線盡可能要經過沿海地區，不僅達到開闢新市鎮、紓解都市人口壓力等效益，還可以和既有東西向快速道路、南北向高速公路以及台鐵路線相連接形成便捷交通網。最終，郝柏村在1991年10月8日裁定高速鐵路路線採用沿海線與中央線折衷方案，從台北車站經桃園青埔、新竹六家、台中烏日、嘉義太保、台南沙崙到高雄左營共設置七座高鐵車站，全線長344（214英里），總建設經費預估為新台幣4,266億元，並於1992年6月和1993年先後由行政院和立法院核定。

### 招標與興建

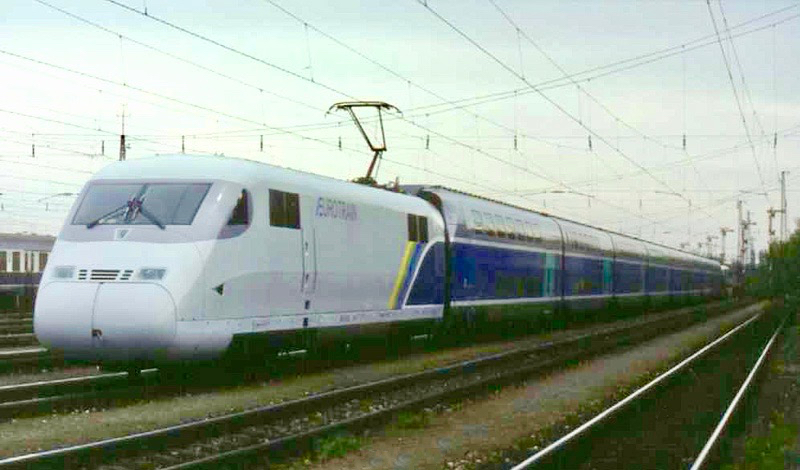
台灣高鐵原本在得標時使用歐鐵列車（示範列車如圖）技術，後來改用台灣新幹線財團提供的機電技術

1994年11月，中華民國政府通過一項關於在基礎設施項目中使用民間融資的法律條文，且適用於當時的國營高鐵項目，因此在1995年，高速鐵路工程籌備處改制為交通部高速鐵路工程局，並於1996年10月開始將台灣高鐵以民間興建營運後轉移模式（BOT）進行招標。在招標過程中，台灣高鐵聯盟（THSRC）與中華高鐵聯盟（CHSRC）互相競爭，其中台灣高鐵聯盟使用法國TGV製造商阿爾斯通和德國ICE製造商西門子的合資企業「歐鐵列車」所提供的歐洲高鐵系統，而中華高鐵聯盟則是使用由日本公司的合資企業「台灣新幹線財團（TSC）」所提供的日本新幹線系統。由於台灣高鐵聯盟在投標時用新台幣3,366億元報價，比中華高鐵聯盟的報價少新台幣1,800多億元，再加上台灣高鐵聯盟願意將政府過去投資的經費完全退還給政府，且在未來營運30年期間，每年提撥營運收入稅前盈餘的10%回饋給政府做交通建設基金，因此台灣高鐵聯盟最終在1997年9月25日以這些優勢被政府選擇為優先議約的對象。
經過長達10個月的談判，以及台灣高鐵聯盟於1998年5月改組為「台灣高鐵公司」後，在1998年7月23日正式和交通部簽約，項目包括特許興建與營運期35年以及事業發展用地開發與使用權50年等，計畫建設總經費新台幣5133億元，包括政府徵收土地1057億元及台灣高鐵投資4076億元，不僅成為台灣第一個以BOT模式進行的重大公共工程，也成為當時全世界最大的BOT案。不過在正式簽約之前因涉及高鐵公司和交通部對政府應辦事項備忘錄存在爭議，再加上高鐵建設仍存在融資、沿線土地徵收與補償等問題，因此在正式簽約當天又簽署「政府應辦事項備忘錄」與「合約執行備忘錄」，以確保在一年內交通部能夠辦妥政府應辦事項以及金融機構融資給高鐵公司等政策如期進行。1999年3月26日，在交通部長林豐正、台灣高鐵公司董事長殷琪以及副總統連戰的見證下，台灣高鐵正式開工，預計將設置台北、桃園、新竹、苗栗、台中、彰化、雲林、嘉義、台南以及高雄共10座車站。然而，由於1997年金融風暴造成台灣高鐵公司籌資困難，再加上機電系統標案尚未決標，因此台灣高鐵目前只能先做沿線整地，而主體工程可能要到機電系統標案決標後才會開始。1999年5月，日本政府承諾如果台灣高鐵公司轉向使用台灣新幹線財團提供的新幹線技術，將提供低利貸款，儘管歐鐵列車的投標承諾與台灣新幹線財團的財務提議相匹配，但台灣高鐵公司還是在1999年6月15日重新展開高鐵核心技術投標，最終台灣新幹線財團在1999年12月28日被選為鐵路車輛和機電系統供應商。歐鐵列車在最終競標中讓步後，於2001年2月於新加坡國際仲裁中心向台灣高鐵公司提出8億美元的損失索賠，經過漫長的仲裁程序，法院於2004年3月裁定台灣高鐵公司應賠償3240萬美元的歐鐵列車開發費用和3570萬美元的不當得利費用，而台灣高鐵公司在2004年11月允諾支付給歐鐵列車6500萬美元（連利息總計8900萬美元）。
1995年9月23日在台灣高鐵建設案開始招標前，時任行政院院長的連戰於台北縣板橋市（今新北市板橋區）主持新板橋車站開工典禮，這項工程為台北鐵路地下化萬板專案的一部分，並在新板橋車站周圍劃為「新站特定專用區」，成為台北都會區的交通樞紐，之後在1999年6月全數完工後於7月21日投入使用:244。而在台灣高鐵建設案決標後，交通部高速鐵路工程局在1997年10月17日指出高鐵桃園、新竹、台中、嘉義、台南5站已完成車站特定區都市計畫，將以區段徵收方式取得高鐵站區興建用地，並陳報給內政部和台灣省都市計畫委員會審議，至於高鐵台北和左營站因與台鐵共站，且台鐵站區周邊已完成土地開發，因此不列入高鐵站區開發行列。台灣高鐵正式開工後，燕巢總機廠和嘉義太保基地先後在1999年3月26日和4月5日開始做整地工程，而交通部次長陳世圯在嘉義太保基地動工典禮現場表示交通部有意將高鐵在台北站的營運擴展至南港和板橋，以便紓解高鐵在台北車站的旅運壓力。2000年3月1日，台灣高鐵的主要土建工程正式開工。2001年7月14日，高雄車站三鐵共構先期工程開工，屆時能預留給後續提出的高鐵延伸屏東案作使用。隨後，高鐵桃園、台中、台南、嘉義和新竹站先後在2002年7月24日、7月27日、8月2日、8月3日以及9月27日開工，而燕巢總機廠則是在2003年7月22日開始做主體工程。
2004年1月30日，台灣高鐵首列700T型列車在台灣高鐵公司董事長殷琪、交通部長林陵三的見證下於日本神戶正式出廠。2004年2月17日，原本台鐵使用的台北車站第一、二月台開始封閉給高鐵建設使用。2004年3月31日，台灣高鐵土建工程完成最後一根橋面板吊裝上樑作業，因此從彰化八卦山到高雄左營間全長約157公里的高架橋完成接通，並打破當時由美國路易斯安那州庞恰特雷恩湖堤道以全長38.422公里寫下世界最長高架橋的記錄。2004年5月18日，在高鐵董事長殷琪和台灣新幹線株式會社會長佐藤和夫見證下，首列700T列車自日本神戶川崎重工啟運，搭乘海神波賽頓（Poseidon Triumph）跨海交運至高雄港，到5月25日上午運抵高雄港後，於5月29日運送至燕巢總機廠。原定自2004年9月開始上線測試的台灣高鐵列車，因為使用日本新幹線技術，且號誌系統使用歐洲高鐵技術的雙向號誌系統，造成系統整合複雜，因此在工程延誤4個月後，台灣高鐵首列700T型列車於2005年1月27日開始在台南-高雄路段做測試，並公開車廂內裝。按照2005年10月通車計畫，首次上線測試開始到正式通車需要花費僅9個月的時間，比日本、德國、韓國等高鐵測試時長更短，再加上台灣高鐵需要克服歐日系統整合、駕駛員訓練以及集資等問題，最終台灣高鐵公司在2005年9月6日宣布高鐵延後通車。
2005年8月23日起，700T列車開始測試速度，首先進行120每小時（75英里每小時）測試階段，再逐步提高至190每小時（118英里每小時）。2005年10月29日，台灣高鐵列車在上午測試階段完成功能檢測後於中午12點42分在台南縣歸仁鄉（今台南市歸仁區）首次完成最高營運速度300每小時（186英里每小時）的測試，並於隔天完成高鐵合約規範的最高測試速度315每小時（196英里每小時）。11月6日上午10時，台灣高鐵公司邀請行政院長謝長廷及國內外媒體近200人共同試乘，自台南縣六甲鄉（今台南市六甲區）出發南行直到高雄縣大社鄉（今高雄市大社區），測試長度約58公里，以15分鐘時間跑完全程，平均時速約232公里。同日，台灣高鐵的最後一列編組順利運抵高雄港。

### 落成啟用

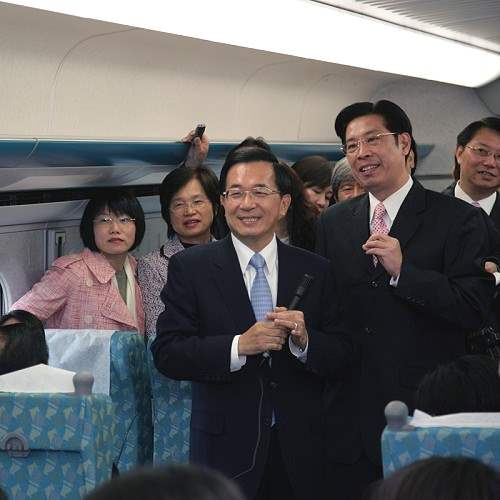
時任中華民國總統的陳水扁於2007年元旦試乘台灣高鐵

2006年10月24日，斥資新台幣50億元興建的高鐵台中站在台灣高鐵公司董事長殷琪、省轄台中市市長胡志強以及台中縣副縣長張壯熙的見證下正式啟用，為台灣高鐵第一座投入使用的站體。交通部次長何煖軒在典禮現場表示，儘管台灣高鐵在測試期間發現多項缺失，但這些缺失預計在10月底前完成，並以半年內通車為目標。針對高鐵延遲通車部分，何煖軒表示交通部與台灣高鐵公司之間的合約僅為興建與營運合計35年特許期，並沒有訂定延後通車屬於違約行為，因此高鐵曾發生三次延後通車的事件沒有違約。2006年10月27日，殷琪邀請長榮集團總裁張榮發等人試乘台灣高鐵列車。2006年10月31日，斥資新台幣33億元興建的高鐵左營站在殷琪和國際保育專家珍古德的見證下正式啟用。2006年11月3日，以「地景共生」為設計理念的台南站啟用，殷琪與台南市長許添財、台南縣長蘇煥智參加了儀式，至於其餘五站則是在2006年11月底前陸續啟用。
2006年11月22日，台灣高鐵公司將IV&V最終驗證報告送交至高鐵局審核，並表示原先被提出的缺失已經一一完成。2006年11月28日，高鐵履勘小組有條件通過履勘，要求交通部確實查核改善完成六點結論才能核定高鐵通車，因此台灣高鐵公司於2006年11月29日宣布為避免外界的政治聯想，暫緩舉辦12月7日的通車典禮。2006年12月24日，在台灣高鐵改善完交通部提出的履勘缺失後，交通部對外宣布台灣高鐵已達到通車營運的標準，而前高鐵履勘委員會土木組召集人楊永斌表示對於交通部的決定表示尊重，並且希望高鐵公司針對「機電系統整合仍有很大改善空間」部分別掉以輕心。2006年12月28日，交通部正式核定台灣高鐵的票價，從台北到左營的標準車廂票價為新台幣1,490元，而商務車廂票價則為新台幣2,440元，自隔年1月5日起10天內採用半價收費。2006年底，台灣高鐵公司邀請現職與離職員工，以及交通部、高鐵局人員與眷屬一起共乘高鐵，而總統陳水扁也於2007年元旦試乘台灣高鐵。
2007年1月2日，台灣高鐵的車票正式開賣，在當時僅限現場購票。2007年1月5日，台灣高鐵板橋至左營路段正式通車，並於當天早上7點在板橋、台中和左營站分別開出第一班車，並象徵台灣西部走廊運輸正式開啟新紀元。2007年1月30日，儘管板橋台北段在春節疏運前已取得營運許可，礙於高鐵台北站尚未取得營運許可，因此高鐵公司宣布暫不販售板橋至台北段的車票，並於2007年2月6日對外宣布搭高鐵北上至板橋站的旅客可以在2月14日至3月1日期間選擇在台北站下車，而南下的旅客必須到板橋站搭乘。另外，高鐵公司也在當天宣布自2月17日起開始販售往返高鐵台北站的車票。2007年3月1日，台灣高鐵公司執行長歐晉德對外表示會在旅客滿意度高且對於台灣高鐵信心全面提升的情況下再補辦台灣高鐵通車典禮，而高鐵台北站在隔天正式加入營運後標誌著高鐵全線通車。

### 增設車站
當時政府在規劃興建台灣高鐵時，並沒有考慮將苗栗、彰化、雲林三站納入高鐵興建計畫之一，然而在1998年與台灣高鐵公司簽署BOT合約後，因為苗栗、彰化、雲林三縣聯合要求增設這些車站，因此政府和高鐵公司又簽下「新增三站」合約。2007年5月15日，台灣高鐵公司將苗栗、彰化、雲林三站列入第二期興建車站，而彰化縣縣長卓伯源表示高鐵彰化站將在該年進入初步規劃，並列入高鐵二期新建車站的第一優先。2007年12月10日，苗栗縣立法委員何智輝及徐耀昌接獲民眾反映高鐵苗栗站推動遲緩，因此苗栗縣縣長劉政鴻要求高鐵局及高鐵公司迅速辦理高鐵苗栗站周邊開發，並獲高鐵局同意辦理。2008年5月9日，高鐵公司發言人賈先德表示在該年年初已開始初步規劃苗栗、彰化和雲林三站新建案，並等待地方政府提供完整都市計畫資料後再開始辦理設計作業，預估在66個月後完工啟用。2008年10月5日，高鐵局長許俊逸指出台北鐵路地下化南港專案將進入尾聲，而交通部鐵工局預計在隔年10月前將南港車站和軌道交付給高鐵公司做延伸，不過因為台鐵「台北機廠遷建至富岡基地案」在當時尚未解決，造成在高鐵延伸興建營運時可能會與台鐵產生營運衝突，因此高鐵延伸南港案需要在政府完成軌道交付後才能施作，預計在2012年通車。2008年11月14日，雲林縣議員李佳芬在議會上質詢表示當地民眾期盼設置高鐵雲林站，而高鐵公司回應表示已在規劃中，並允諾會依照合約辦理興建高鐵雲林站。
2009年3月26日，高鐵局長朱旭表示受到金融海嘯影響，造成高鐵公司財務狀況不理想，因此連帶影響高鐵苗栗、彰化及雲林三站細部設計的時程，預計可能要5.5年後才能完工啟用。2009年9月25日，台灣高鐵公司董事長歐晉德對外證實由於公司資金壓力，將暫緩新建高鐵苗栗、彰化、雲林和南港四站，不過在2009年9月28日，交通部長毛治國、高鐵董座歐晉德攜手彰化、雲林、苗栗三縣首長共同召開記者會宣布高鐵苗栗、彰化和雲林三站新建計畫將在隔年1月啟動，預計在2015年完工啟用。同日，彰化縣議長謝典霖帶領當地政治人物視察高鐵彰化站預定地。雖然自2010年4月開始受到高鐵雲林路段地層下陷影響而引發高鐵行車安全疑慮，但高鐵局仍然在2011年3月7日表示高鐵雲林段的沉陷量未超過橋梁可承受的範圍，因此宣布高鐵雲林站仍依照原計畫推動，預計在隔年6、7月間開工，而交通部長毛治國於2011年7月19日宣布高鐵雲林站前期工程預計在10月發包。另外在2010年6月1日，高鐵延伸南港段開始動工，而台鐵在2012年1月31日將台北機廠進出廠線永久封閉，並遷往富岡車輛基地，以利配合高鐵延伸南港工程。
2012年4月5日，環評會宣布高鐵雲林站通過初審，彰化站需補件再審，苗栗站需補件修正再審。2012年4月12日，台灣高鐵公司宣布南港、苗栗、彰化和雲林站預計在2015年7月啟用，未來從南港到左營各站停車需花2.5小時。2012年4月19日，高鐵局長朱旭對外表示彰化、雲林兩站將採用輕鋼質建材興建，以利減少地層擾動並預留基樁安全距離。2012年7月25日，環保署宣布苗栗、彰化和雲林站的環評已全數通過，而高鐵公司在同一天表示這三站已完成細部設計而開始招標，至於南港站鋪軌工程目前和日本廠商洽談中。隨後，高鐵雲林、苗栗和彰化站先後在2012年11月22日、12月13日以及隔年1月8日順利決標，並先後在2013年1月15日、1月28日以及2月6日開工。另外在2013年1月8日，高鐵延伸南港段土建工程完工後移交給台灣高鐵公司。2013年12月10日，高鐵苗栗站舉行上樑儀式，彰化站在12月23日舉行上樑儀式，而雲林站也在2014年1月23日舉行上樑儀式。2015年4月，台灣高鐵公司宣布苗栗、彰化和雲林三站將在7月完工，而高鐵公司董事長劉維琪在4月20日表示高鐵新增三站不影響現時台北到左營的行車時間，隨後在2015年5月對外宣布苗栗、彰化和雲林三站於12月1日投入使用。2016年1月28日，台灣高鐵列車首次駛入高鐵南港站，標記所有高鐵車站皆已完成，隨後交通部在2016年4月12日宣布通過高鐵延伸南港履勘作業後，於2016年7月1日通車。

### 後續
2007年8月17日，台灣高鐵開始在東南、雄獅、易遊網等九家旅行社試辦網路訂購高鐵車票，待訂票系統穩定後再逐步開放大眾上官方網站購票。2007年10月15日，行政院秘書長陳景峻在立法院表示因應台灣高鐵往後的運輸趨勢和高速行駛下的安全隱憂，因此行政院將高鐵安全等級提升為飛安層級，並交由行政院飛航安全委員會負責台灣高鐵的安全監督和事故調查。2007年11月12日，台灣高鐵開始在其中三節車廂推出自由座，提供原價八折優惠，並於隔月28日再將自由座服務擴大到四節車廂且把八折優惠適用期限延長至隔年2月底。2008年1月5日，台灣高鐵首度對大眾開放網路購票，但當時仍受到許多民眾抱怨，因此高鐵公司發言人賈先德回應表示因出現瞬時流量造成網路訂票系統塞車，至於鐵道專家亦建議高鐵公司簡化購票流程，方可迅速消耗訂票流量。2008年5月30日，台灣高鐵公司執行長歐晉德在股東會上宣布從隔月中旬開始提供語音訂票服務。2009年9月，台灣高鐵BOT案可能將有政府單位接管，不過交通部回應目前沒有計畫，並做出提高股權的最壞打算。
2010年2月23日，全家便利商店開始提供台灣高鐵訂票與取票服務，而統一超商在4月21日開始提供與全家相同的服務。2010年10月1日，台灣高鐵開始提供24小時語音訂票以及發送簡訊訂票服務，並且在高鐵各站提供免費上網服務。同年，台灣南北高速鐵路建設計畫獲得亞洲土木工程聯盟「傑出土木工程計畫獎」，藉此為該建設計畫獲得首座獎項，另外台灣高鐵公司為了要增加離峰時段的運量而開始推出「高鐵假期」套裝行程。2011年1月，為因應慶祝中華民國建國一百周年，公共工程委員會舉辦線上票選台灣百大建設活動，月底截止網路投票，總計投票數達三十三萬餘票，台灣高鐵奪冠。2014年9月，由於台灣高鐵的經營狀況自通車以來連年不佳，因此台灣高鐵公司發布財務改革計畫，並與交通部達成共識將營運特許期延長至75年，後來在2015年5月21日，中華民國立法委員達成共識將台灣高鐵採以「國有民營化」模式經營，將營運特許期延長35年，而台灣高鐵公司在2015年7月27日與交通部共同簽署「興建營運合約增修協議書」與「站區開發合約終止協議書」後，正式宣告台灣高鐵BOT案走入歷史。2015年5月，台灣高鐵開始提供訂票系統「大學生優惠專區」和「搭高鐵加購租車」等優惠專案，現行高鐵假期優惠專案可於東南旅遊、可樂旅遊、AsiaYo、易遊網等高鐵特約旅行社線上預訂。

## 基礎設施

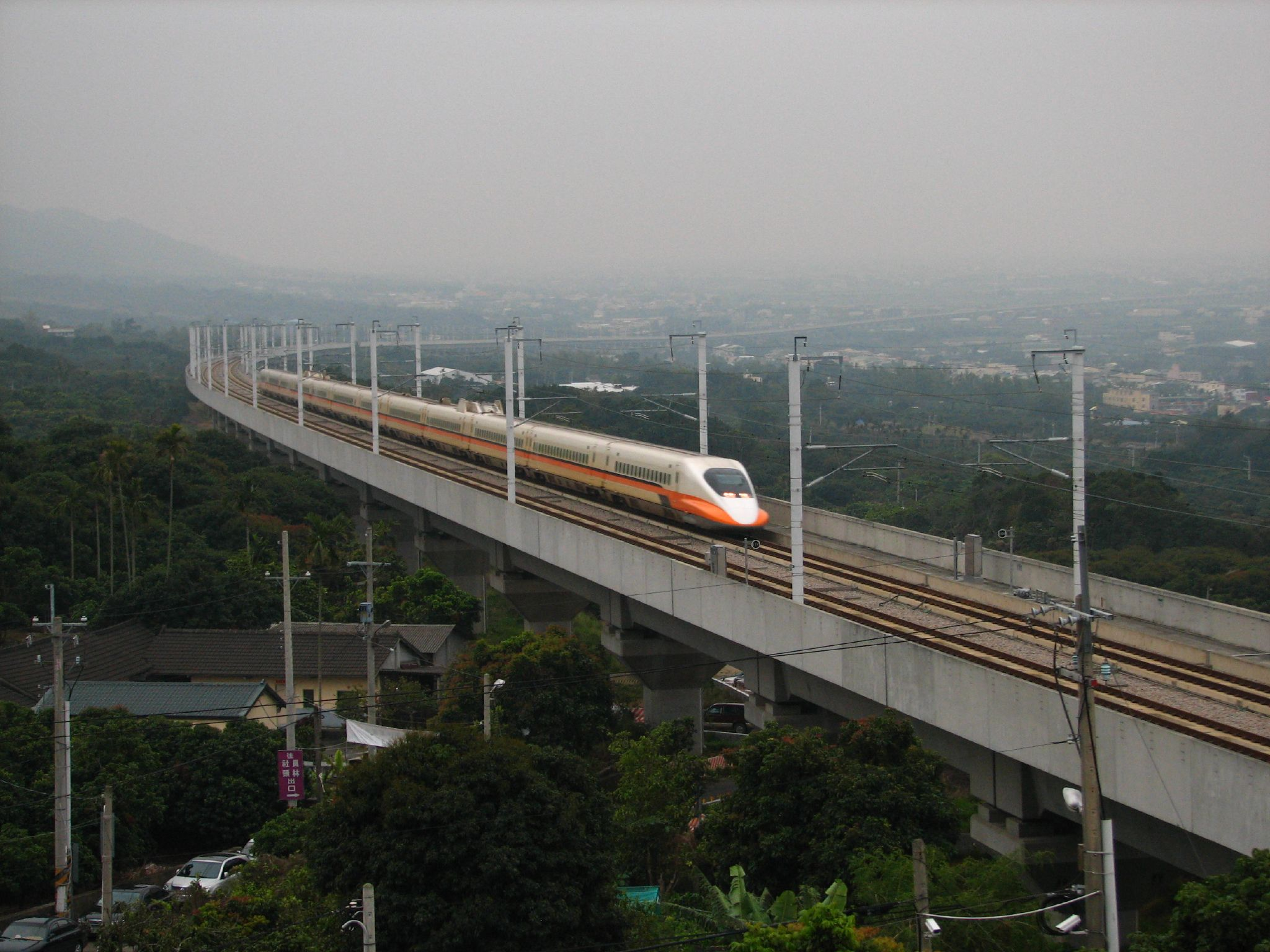
全線將近70%的路段為高架型式，沿線幾乎採用混凝土材質无砟轨道，並帶有限制噪音排放的零件。

台灣高鐵系統建設歷時六年，由超過2千名來自20個國家的工程技師以及超過2萬名國內外工人共同完成，這項大工程依照各個簽約標案分階段施工:3, 4，分別是土木工程、車站工程、維修基地工程以及軌道工程等:3, 4。

### 沿線結構

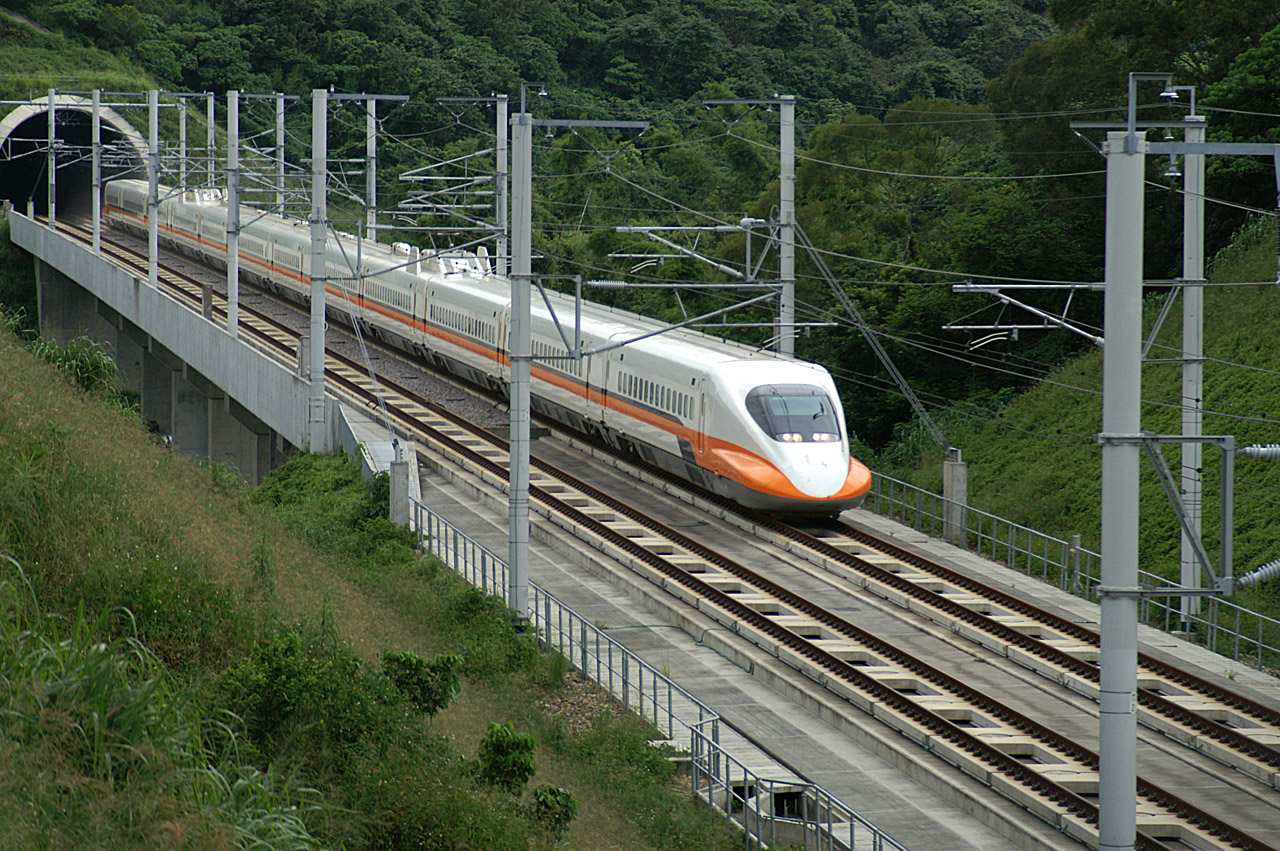
2006年6月做營運測試的台灣高鐵列車；大約61 km路段（佔全線18%）為隧道，如圖所示，隧道斷面面積達90 m2，可減少乘客所經歷的氣壓突然變化。

為了要設計時速可達350（217英里）的台灣高鐵，沿線軌道佈置設計最小曲線半徑為6,250（20,505英尺），兩者軌道中心距離為4,500（177.2英寸），路權寬度為18（59英尺1英寸），最大坡度除一處高達35‰外，其餘為25‰。除3（1.9英里）的軌道外，其餘軌道均為無砟軌道，主線路段採用日本製造的板軌，道岔則由德國供應商提供，於2003年7月開始鋪軌。這條高鐵使用25 kV/60 Hz交流電系統進行供電，在號誌和列車控制系統方面依照歐洲規範佈置，並可雙向運作。
台灣高鐵沿線在大部分路段為高架，大約長達251（156英里）或是全線的73%，大部分的橋樑為預鑄預力混凝土箱樑跨距，第一座於2001年10月安裝到位。其中從彰化縣八卦山到高雄左營的高架橋長達157,317（97.752英里），在完工時為全世界最長的高架橋，截至2025年2月，這段高架橋為全世界第二長的橋梁，僅次於中國大陸的京滬高鐵丹崑特大橋。台灣高鐵高架橋的設計具有抗震功能，以確保在地震發生時列車能夠安全停下，並在經歷最大設計地震強度後可以修復損壞結構，在已知斷層線上建造的橋樑，其設計能夠承受斷層運動且不會造成災難性破壞。
大約長達61（38英里）或是全線的18%路段為隧道，包括長14（8.7英里）的台北都會區地下隧道以及其餘48座合計長達46,257（28.743英里）的山岳隧道，其中一座隧道「八卦山隧道」長7,364（4.576英里），為台灣高鐵最長山岳隧道，另外全線共計42座山岳隧道，總開挖長度達39,050（24.265英里），全部採用新奥工法施工，隧道開挖斷面面積為135—155平方（1,450—1,670平方英尺），施工時間為2000年11月至2003年7月，按照更廣泛的歐洲標準，完工後的隧道斷面面積設定為90平方（970平方英尺），並在軌道旁與隧道壁之間提供安全走道。

### 車站
台灣高鐵系統車站佈局的一個顯著特徵是，許多車站都位於城市地區的邊緣，而不是城市中心內，做出這項決定的初衷是希望這些車站能成為新市鎮，從而提高週邊地區的房產價值，儘管2010年發布的一項研究表明事實並非如此:126–127，但後來的分析表明，某些車站周圍的房價確實上漲。自高鐵開通以來，各城市逐漸擴大公共交通系統以連接這些車站，其中連接高鐵左營站的高雄捷運紅線於2008年3月9日通車，連接高鐵台南站的台灣鐵路沙崙線於2011年1月2日通車，連接高鐵新竹站的台灣鐵路六家線於2011年11月11日通車，連接高鐵桃園站的桃園機場捷運於2017年3月2日通車，以及連接高鐵台中站的台中捷運綠線於2021年4月25日通車。
| 車站代碼 | 車站代碼 | 站名 | 站名 | 站名       | 站名        | 交會路線                                                                          | 累積里程（公里） | 車站類型 | 所在地 | 所在地   |
| 車站代碼 | 車站代碼 | 中文 | 英文 | 台語       | 客家話      | 交會路線                                                                          | 累積里程（公里） | 車站類型 | 縣市   | 鄉鎮市區 |
| -------- | -------- | ---- | ---- | ---------- | ----------- | --------------------------------------------------------------------------------- | ---------------- | -------- | ------ | -------- |
| NAG      | 01       | 南港 |      | Lâm-káng   | Nàm-kóng    | 臺灣鐵路縱貫線北段 · 臺北捷運板南線                                               | N3.2             | 地下     | 台北市 | 南港區   |
| TPE      | 02       | 台北 |      | Tâi-pak    | Thòi-pet    | 臺灣鐵路縱貫線北段 · 臺北捷運板南線 · 臺北捷運淡水信義線 · 桃園機場捷運：台北車站 | 6.1              | 地下     | 台北市 | 中正區   |
| BAQ      | 03       | 板橋 |      | Pang-kiô   | Piông-khièu | 臺灣鐵路縱貫線北段 · 臺北捷運板南線 · 新北捷運環狀線                              | 13.1             | 地下     | 新北市 | 板橋區   |
| TAY      | 04       | 桃園 |      | Thô-hn̂g    | Thò-yèn     | 桃園機場捷運：高鐵桃園站 · 桃機穿梭巴士                                           | 42.3             | 地下     | 桃園市 | 中壢區   |
| HSC      | 05       | 新竹 |      | Sin-tek    | Sîn-tsuk    | 臺灣鐵路六家線：六家                                                              | 72.2             | 高架     | 新竹縣 | 竹北市   |
| MIL      | 06       | 苗栗 |      | Biâu-le̍k   | Mèu-li̍t     | 臺灣鐵路臺中線：豐富                                                              | 104.9            | 高架     | 苗栗縣 | 後龍鎮   |
| TAC      | 07       | 台中 |      | Tâi-tiong  | Thòi-chûng  | 臺灣鐵路臺中線：新烏日 · 臺中捷運綠線：高鐵台中站                                 | 165.7            | 高架     | 台中市 | 烏日區   |
| CHH      | 08       | 彰化 |      | Chiong-hoà | Chông-fa    |                                                                                   | 193.9            | 高架     | 彰化縣 | 田中鎮   |
| YUL      | 09       | 雲林 |      | Hûn-lîm    | Yùn-lìm     |                                                                                   | 218.5            | 高架     | 雲林縣 | 虎尾鎮   |
| CHY      | 10       | 嘉義 |      | Ka-gī      | Kâ-ngi      | 嘉義公車捷運 糖鐵蔗埕線                                                           | 251.6            | 高架     | 嘉義縣 | 太保市   |
| TAN      | 11       | 台南 |      | Tâi-lâm    | Thòi-nàm    | 臺灣鐵路沙崙線：沙崙                                                              | 313.9            | 高架     | 台南市 | 歸仁區   |
| ZUY      | 12       | 左營 |      | Chó-iâⁿ    | Chó-yàng    | 臺灣鐵路縱貫線南段：新左營 · 高雄捷運紅線：左營/高鐵                              | 345.2            | 地面     | 高雄市 | 左營區   |

### 環境議題

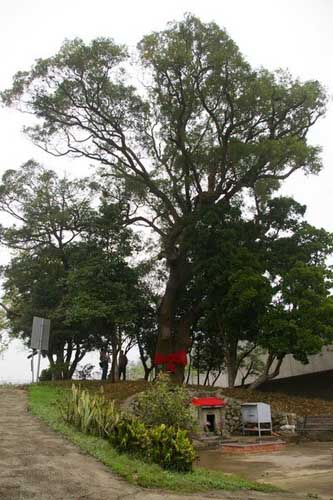
台灣高鐵公司草擬風空開山伯公樹醫療計劃，除修復朽爛枝條外，更制定維持古樟樹長期生長及健康的措施。

台灣高鐵建設階段的環境緩解措施包括在沿線建造供動物棲息的橋梁，在軌道沿線種植樹木作為隔音屏障，和購買農田以便在遠離高鐵設備的地方設立水雉鳥類保護區。台灣高鐵公司致力於保護台灣瀕臨滅絕的水雉，因此高鐵公司與地方政府、鄉村發展組織及非營利組織共同完成人工棲地復原計劃，於2007年命名為“水雉生態教育園區”，並向公眾開放。
新竹市的風空開山伯公樹位於高鐵計畫路線上，因高鐵建設而面臨拆除，而這棵古樹旁建有寺廟，是當地社區的主要宗教場所。1998年，台灣高鐵公司調整高鐵路線與設計，將古樹與廟宇保留於原址，並與地方政府與民眾合作，將古樹與廟宇保護至今。其後，台灣高鐵公司與地方政府、環資會及文史單位共同擬定新竹古樟樹醫療計劃，針對朽爛枝條進行修補，並制定維持古樟樹長期生長及健康的措施。

## 使用車輛

### 700T型

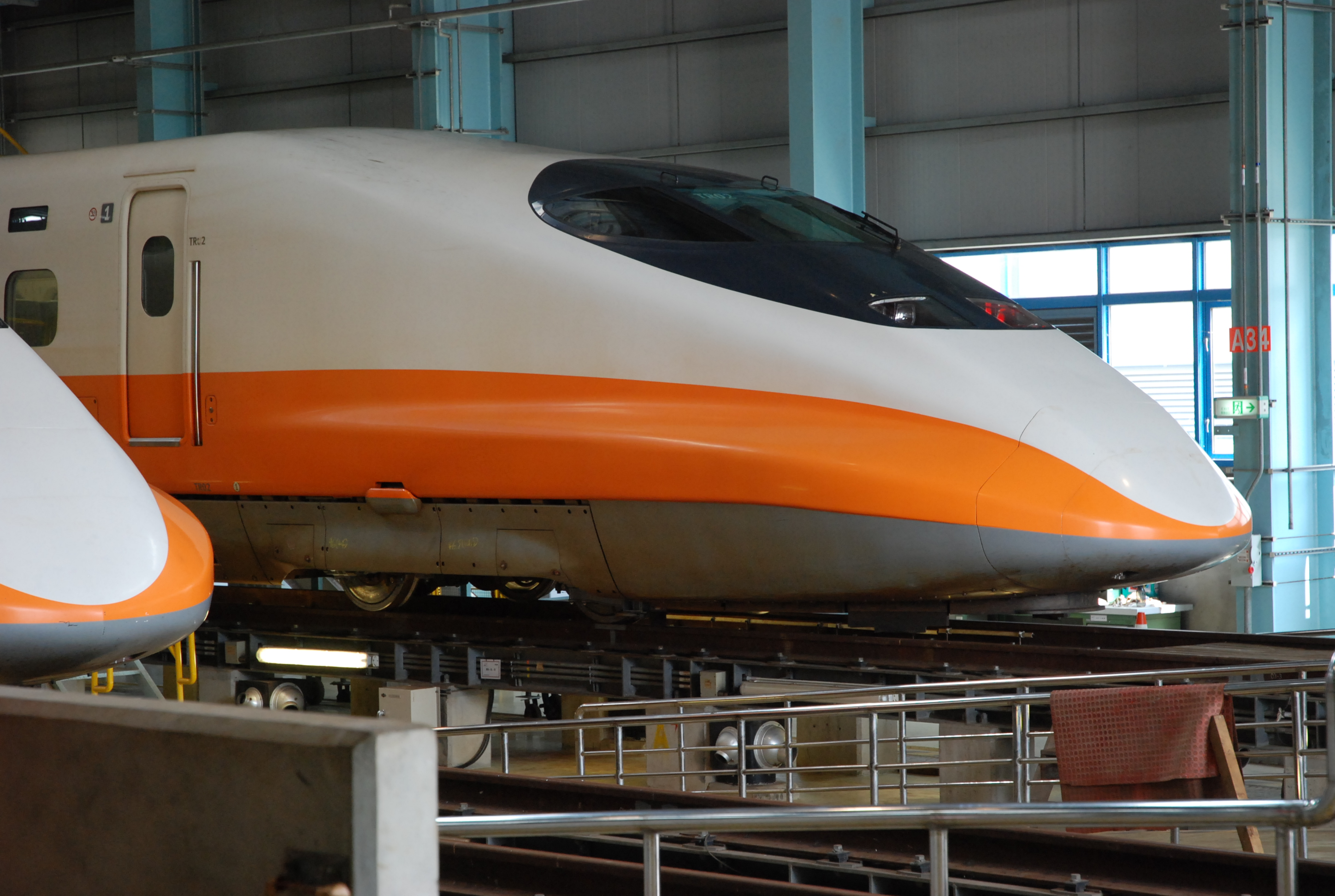
台灣高鐵700T型車頭

台灣高鐵在開始營運時採購30列700T型電聯車，由日本川崎重工、日本車輛、日立製作所等3間公司共同承造。為因應客流量的增長以及新高鐵站將來要投入服務，台灣高鐵公司在2012年5月向川崎重工財團增購4列高鐵列車，而這些增購列車編組從2012年12月開始運抵台灣。
台灣高鐵700T型電聯車以日本JR東海和JR西日本保有的新幹線700系電聯車為基礎，因此造就日本新幹線技術首次出口至海外，且讓源自JR東海設計的高鐵車輛，可在歐洲和日本的軌道系統上運行。這款高鐵車輛依照台灣當地氣候和地理條件做量身打造，而車頭形狀針對比日本更寬大的隧道剖面進行最佳化設計。
這款高鐵車輛最高營運速度從日本新幹線700系的285每小時（177英里每小時）提升至300每小時（190英里每小時），每列高鐵700T電聯車共有三組動力單元，每組皆由三輛動力車與一輛拖車所組成，共計12節車廂，總輸出功率為10.26瓦特（13,760匹馬力），而兩端車廂均為拖車，避免動力轉向架打滑。這款高鐵車輛總長304（997英尺5英寸），在沒有搭載人員狀態下的總重量來到503公噸（554短噸）。這款高鐵車輛共設有989個座位，分別是每排2+2格式的1節商務車廂66座位以及每排2+3格式的11節標準車廂923座位。一輛700T型列車，人均能耗是私家車的16%，也是公車的一半，而二氧化碳排放量是私家車的11%，也是公車的四分之一。
高鐵700T型列車自2009年起推出廣告或聯名彩繪列車，包括豐田汽車、SONY、hTC等。台灣高鐵公司在2013年7月至2014年9月和卡通頻道合作，於700T型第31編組變身成「歡樂卡通列車」，車身繪有《探險活寶》角色酷狗老皮、阿寶·馬頓斯、泡泡糖公主等。2015年11月，高鐵公司配合嘉義故宮南院將於該年年底開幕而與故宮合作推出「遇見故宮南院」彩繪列車，並採用青花龍紋意象展現。除此之外，台灣高鐵公司在2019年11月至2020年9月以及2023年8月至2025年7月間兩度和「卡娜赫拉的小動物」合作，在車身上繪有「P助」與「粉紅兔兔」，並且在第二次合作中更是用花卉主題來點綴這輛彩繪列車。

### N700ST
2016年11月23日，台灣高鐵公司董事長江耀宗對外表示為因應將來增長的高鐵運量而不排除提前購買新列車，因此在2017年3月向日本、歐洲等國家發送邀約書，研擬採購14列新列車。由於當時保留向日本川崎重工增購列車的意向書已經到期，因此高鐵公司在評估未來列車的技術與維護成本後決議不增購700T型高鐵列車，並於2017年6月向國際高鐵製造商發送意向書，以便了解各自製造的高鐵車輛規格是否和現有控制系統相容。2019年8月，台灣高鐵公司證實要招標增購12列新列車，並邀請德國、法國、日本等國家投標，預計於2024年前先引進8列，採購金額預計達新台幣360億元。然而，由於台灣高鐵技術專利握在日本廠商手上而無法讓歐洲廠商輕易加入，再加上日本方面開出一列新台幣50億元而被認為價格過高，因此高鐵公司在2020年2月和2021年1月20日兩度宣布廢標，預計重新擬定採購策略或向第三方採購高鐵新車。
2022年2月23日，台灣高鐵公司經理部門在董事會報告購車進度時，提到顧問團隊已找到日本以外的採購對象，因此在2022年3月5日，中央社稱台灣高鐵再次進行新列車招標，將招標給歐洲國家，不過高鐵公司隨後回應稱，為保留採購彈性，將對所有廠商都保持開放態度。2023年3月15日，高鐵公司決議將「新增高鐵列車組採購案」決標予日立東芝聯盟，12組列車總計採購金額約1,240.91億日圓，約合新台幣289億元，一組列車約24億餘元，預計參考日本新幹線N700S系電聯車的系統，並於2023年5月18日與日本得標廠商簽訂新世代列車組採購契約。其後高鐵公司在2024年6月12日決議追加編製新台幣六億多元的預算增補案，目的是改進班次效益與乘坐品質，因此在2025年3月17日再次和日本得標廠商簽署「台灣高鐵新世代列車採購案增補協議」，預計2026年下半年陸續交車並做測試，2027年下半年上路營運。
2025年8月20日，台灣高鐵宣布新車型號確定命名為「N700ST」，其型號編訂與700T型電聯車維持同樣原則；而第一列N700ST編組則預計在2026年8月運抵台灣後進行靜態及動態測試。

### 工程車輛

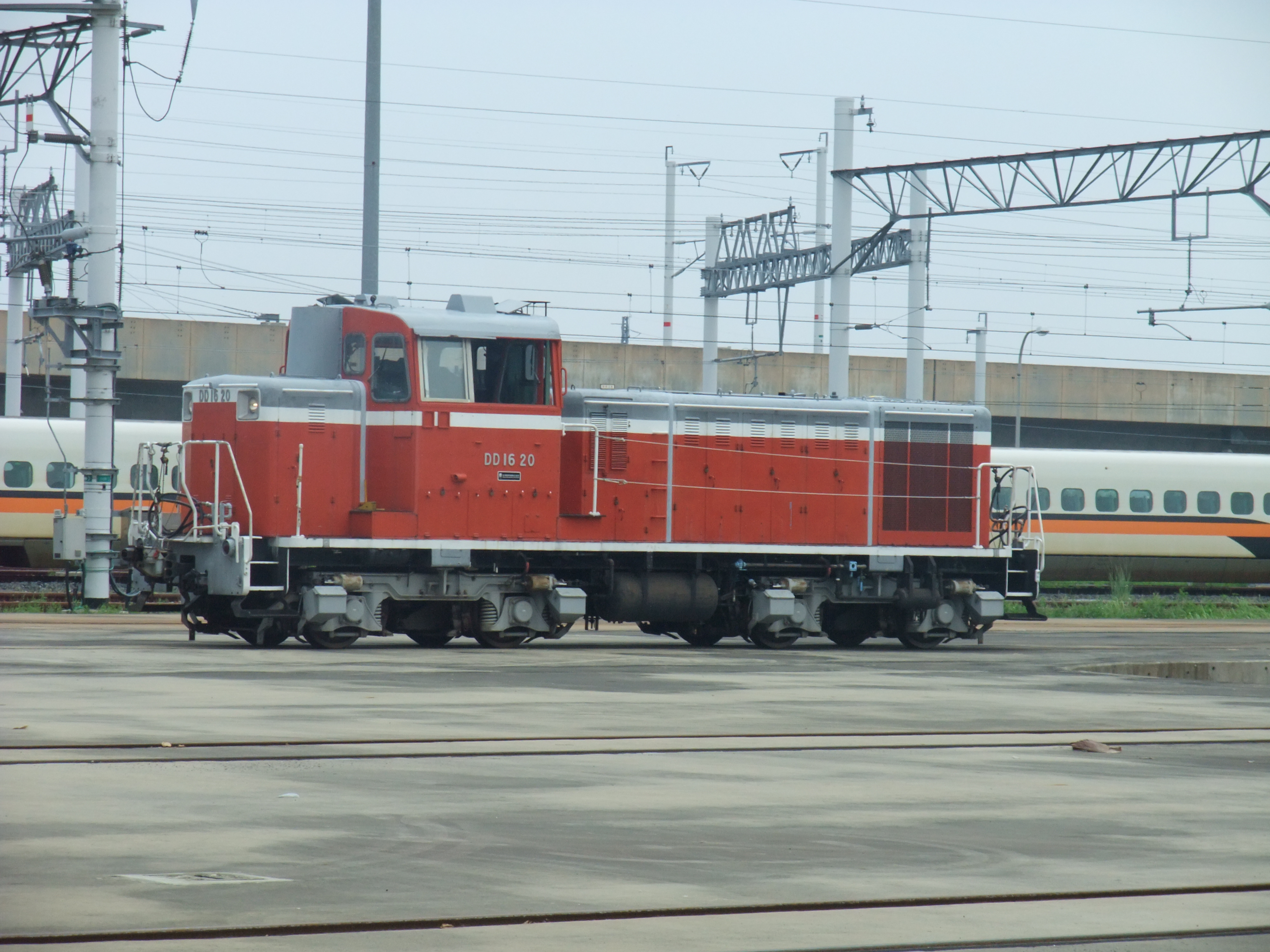
台灣高鐵公司擁有的DD16型機車

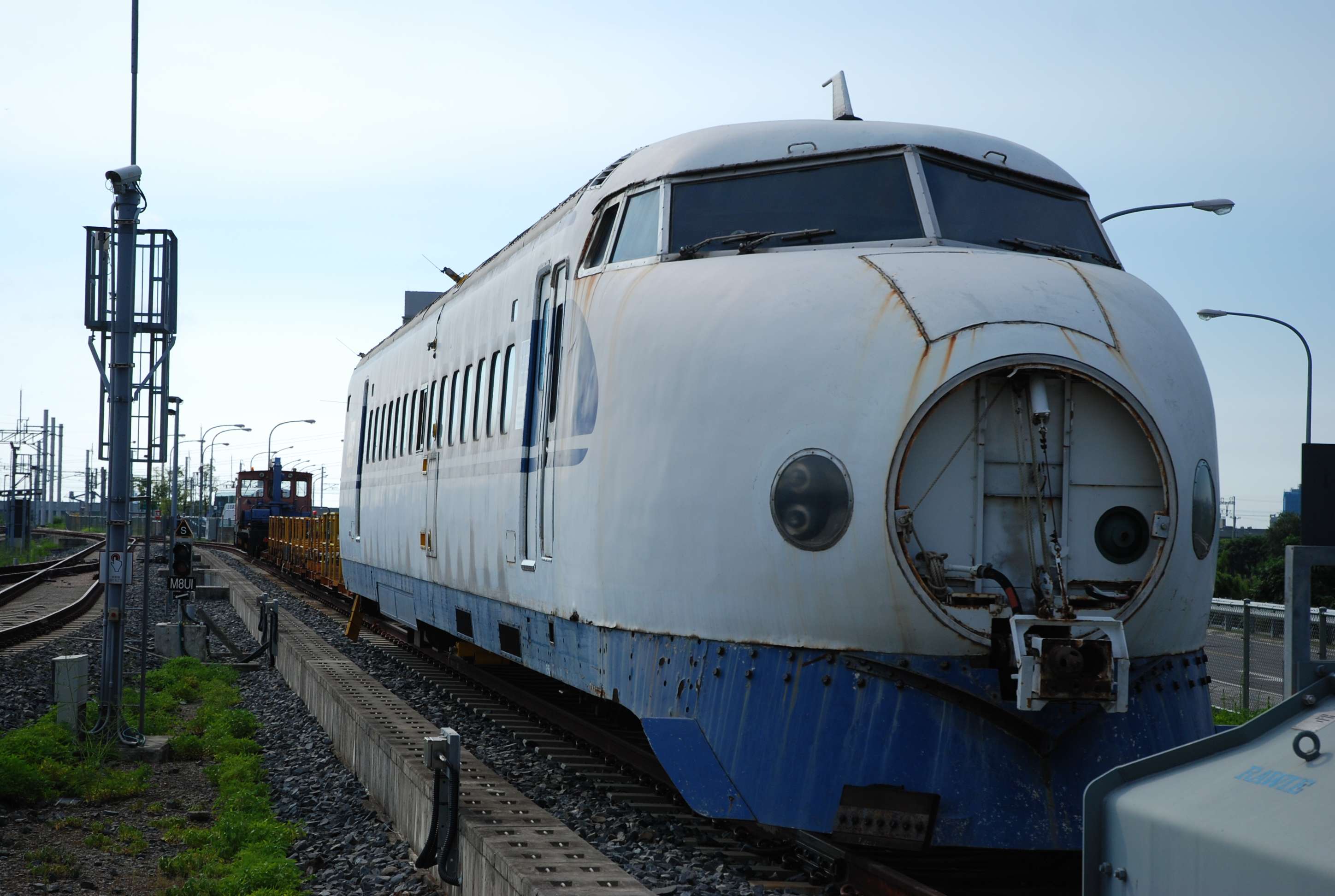
前新幹線0系的車頭用於「限界測量車」使用

台灣高鐵公司使用Windhoff架空線路檢測車、Enviri路軌碾磨車、普拉塞-陶依爾道碴搗固車以及多輛前JR機車車輛來維護其線路，而這些前JR機車車輛包括日本國家鐵路DD14型和DD16型柴油機車。這些機車最初由JR用於掃雪，而讓渡給台灣高鐵公司後配備新幹線式旋轉車鉤和標準軌距轉向架，取代原始的1,067毫米（3英尺6英寸）軌距轉向架和指關節車鉤，用於在車庫內調動700T型電聯車，後來這些柴油機車因為使用年限已到，台灣高鐵公司攜手台灣車輛公司共同打造3輛新型柴液型調度機關車，於2022年12月1日交付投入使用。另外台灣高鐵公司亦使用一節前新幹線0系電聯車的車頭來做限界測量使用，現在於高鐵台南站地景公園作靜態展示。

## 運作
作為中華民國第一個高速鐵路系統，台灣高鐵公司在2007年開始運營時聘用多位外籍員工，包括法國和德國籍駕駛員和行控中心控制員，同時，台灣高鐵公司也開始訓練本國籍駕駛員和控制員，於2008年5月開始，行控中心員工全面改由中華民國籍接手，並於2008年10月開始，駕駛員也全面改由中華民國籍接手。
台灣高鐵的行控中心主要負責維護列車安全營運，台灣高鐵公司目前雇用上百名控制員，依照職責分為七組，並且每天24小時不間斷控制高鐵系統，另外行控中心的控制員也有主任控制員，主要負責整個高鐵系統運轉、指揮以及決策。台灣高鐵公司目前也雇用上百名駕駛員，主要職責不僅要操作列車，也需要留意列車與前方軌道路況，每位駕駛員都須接受長達8個月的專業訓練，並通過國家認證後，才可取得正式駕駛列車執照。

### 天然災害
台灣經常面臨多種類型的自然災害，包括颱風、地震、豪雨、洪水以及山崩，因此台灣高鐵基礎設施設計的一個主要重點是如何應對地震等自然災害以及如何在任何緊急情況下確保所有乘客和列車的安全。
台灣高鐵公司設立天然災害告警系統（DWS），以便應對天災和異物入侵等事件，這套系統利用安裝在高鐵沿線的感測器，來偵測地震、強風、豪雨、洪水、土石流以及入侵等突發狀況，當發生異常情況時，天災告警系統會立即向行控中心發出警示訊號，並啟動應變措施，以確保乘客與列車的安全，這些措施包括讓列車在受影響區域減速或停車。天然災害告警系統自2007年高鐵通車以來一直運作良好，台灣高鐵公司曾在2010年3月4日經歷過芮氏規模6.4的甲仙地震，震源深度約17（11英里），震動波及南台灣。當時一列正在行駛中的高鐵列車在台南新市發生輕微出軌，另有六列列車停在軌道上。儘管營運暫時中斷，但未造成任何損害或人員傷亡，所有受影響的2,500名乘客在兩小時內全數安全疏散，次日即恢復服務。後來這項紀錄得到廣泛關注，為全球鐵路業提供寶貴的營運安全經驗。
2010年4月，據報導，雲林縣一段長6（3.7英里）的高鐵高架橋在施工期間曾出現地層下陷現象，而這樣的現象在七年內已經下沉55（22英寸），到2010年，由於該地區一些深層地下抽水井已經關閉，高鐵沿線的沉降速度有所減緩，儘管當時情況被認為是安全的，高架橋沿線相鄰橋墩之間的差異沉降僅為允許水平的六分之一，但高鐵局仍敦促地方停用更多水井。2011年7月25日，政府宣布計畫在彰化縣和雲林縣關閉近1,000個抽水井，預計到2021年為止減少約210,000,000公噸（2.1×1011）抽水量。

## 服務

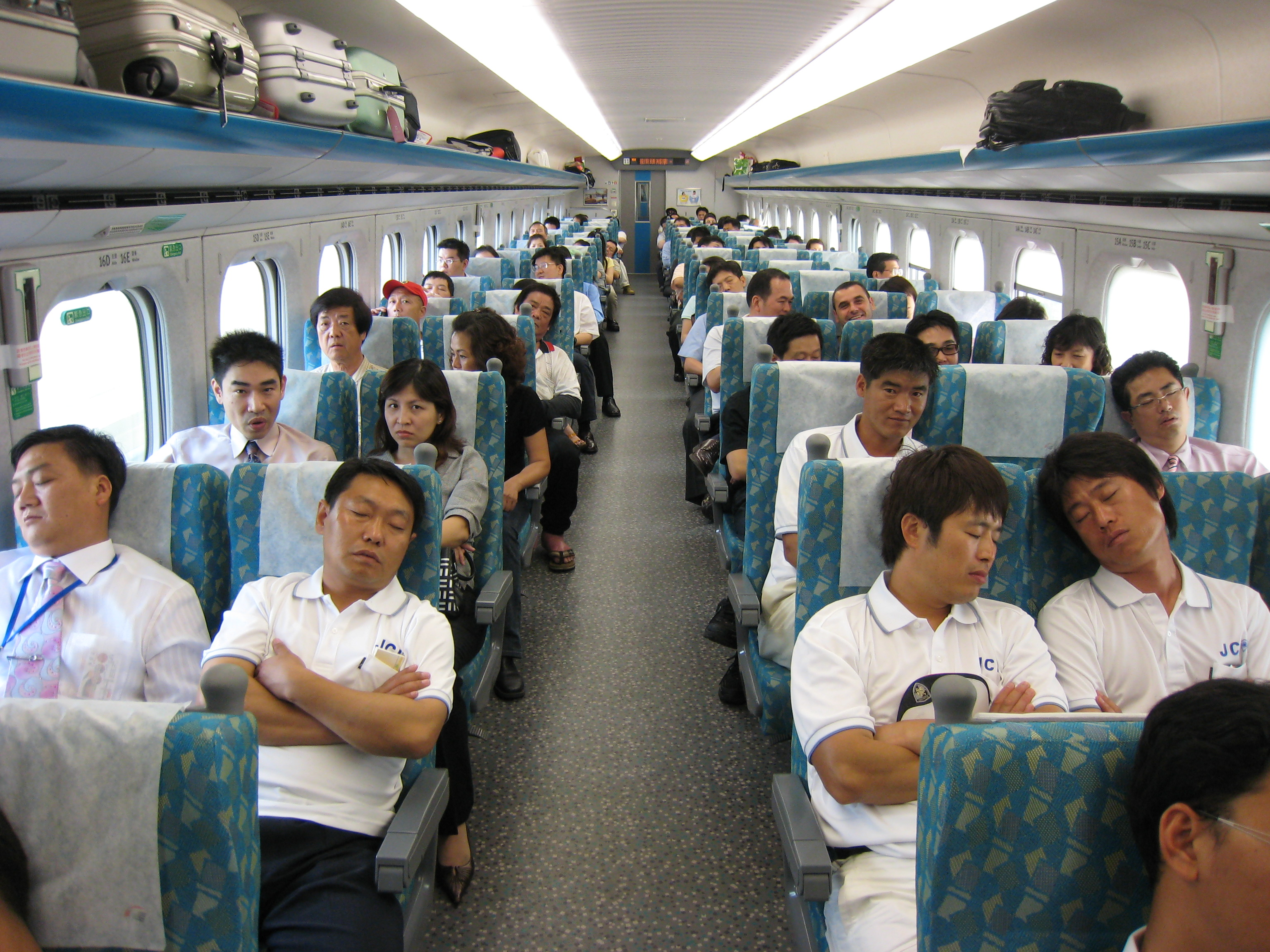
乘客搭乘台灣高鐵北上列車的標準車廂

根據台灣高鐵在2025年7月起適用的時刻表，每周共有1,128班次於每天台灣時間5點50分到24點整間提供服務，許多南下班次從南港出發，而許多北上班次從左營出發，也有一些班次僅在南港到台中之間或是台中到左營之間提供服務，這些高鐵班次結尾為奇數是南下列車，而偶數的是北上列車。
每列高鐵列車設有一節商務車廂（第6節車廂）和11節標準車廂（包含對號座和自由座車廂），另外在第7節車廂設有4個輪椅座位和1個無障礙廁所。台灣高鐵公司亦依照旅客的需求提供一系列的票價優惠如早鳥票、大專院校學生票、定期票、回數票等，以及各式各樣的購票管道如線上、便利商店購票等。
2012年8月，台灣高鐵導入4G WiMAX車載列車，提供流暢的無線寬頻服務，讓台灣高鐵成為全球首個搭載此服務的高速地面交通系統。2012年，台灣高鐵在《天下雜誌》「金牌服務大賞」調查中，不僅在「陸路長途運輸」類別中遙遙領先其他競爭對手，更在300個行業綜合排名中榮登榜首。

### 車費與優惠

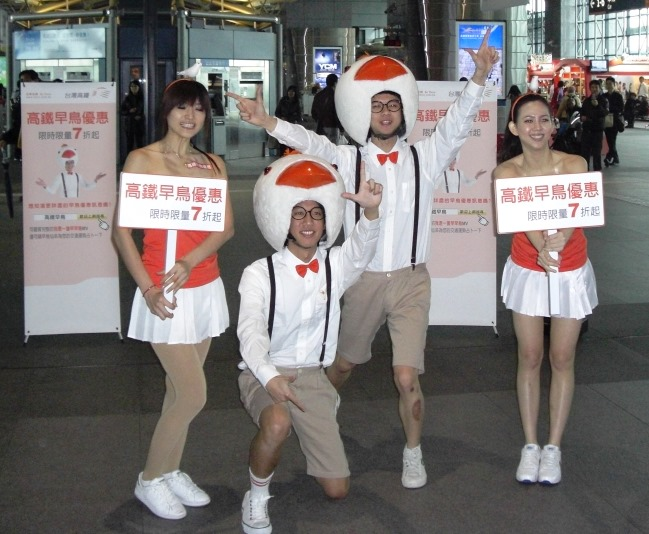
2011年台灣高鐵早鳥票優惠宣傳活動

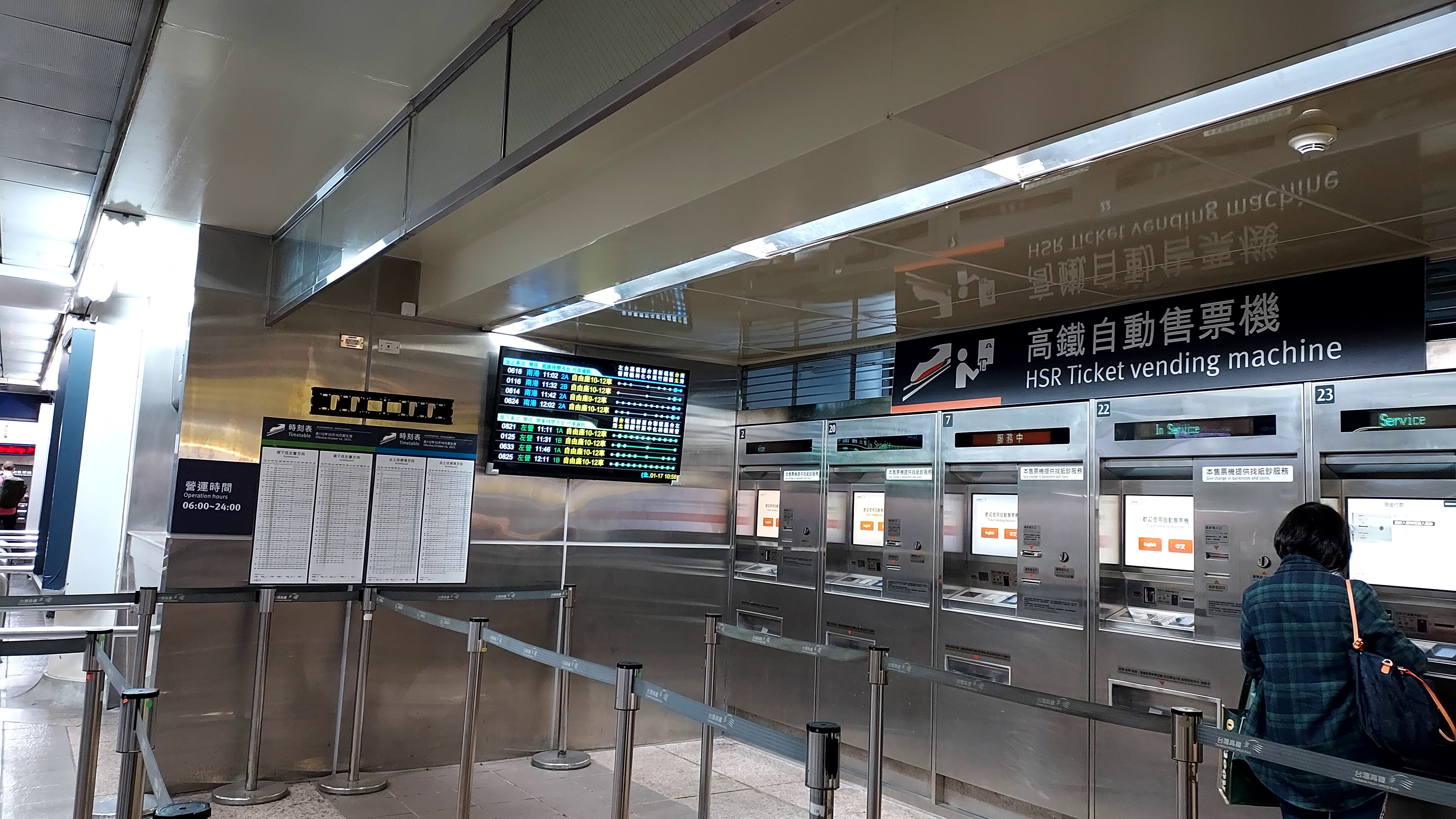
台北車站內的自動售票機

截至2025年7月，台北到左營的高鐵單程票，成人標準車廂對號座票價為新台幣1,490元，商務車廂票價為新台幣2,440元，而自由座票價大約低於標準車廂對號座票價的3%，而商務車廂和標準車廂對號座車票可以在乘車日前29天內（含乘車當日）購買。在台灣，年滿65歲的民眾、身心障礙者加一名同行旅客、以及未滿12歲的幼童可享原票價打5折優惠。另外，針對11位或以上同行旅客可享團體折扣，但團體折扣不可與其他折扣優惠同時使用，且不包含自由座，因此享有多項折扣的旅客僅可選擇其中一項折扣優惠使用。高鐵通車時，台北往左營的標準車廂票價為新台幣1,490元，而商務車廂票價則為新台幣2,440元，在2013年10月1日起一度將台北往左營的高鐵票價漲至新台幣1,630元，來回票價比原本票價貴280元，不過自2015年12月1日起調回至2013年10月前的票價並持續至今。
台灣高鐵公司曾經在2008年11月1日起推出「雙色優惠」，在時刻表中，劃定為藍色區域車次的標準對號座票價85折，而橘色區域車次則為65折。自2010年7月1日起，台灣高鐵公司取消雙色優惠，並開始為經常出遊的旅客提供30天回數票或定期票，並以記名制非接觸式智慧卡發行，可允許民眾攜帶證件照片和有效證件至高鐵各車站售票窗口購買，定期票和回數票皆僅販售全票，且不允許使用這些票種乘坐南港到板橋站區間。購買或預付回數票後，可在30天內最多乘坐高鐵10次，而回數票在該方案可享一般標準車廂自由座票價82折優惠，首次購買定期或回數票需支付新台幣100元的卡片製作費，且僅限記名持卡人本人使用。自2011年1月26日起，台灣高鐵公司開始推出早鳥票，當時推出七折和九折早鳥票，僅能搭乘標準車廂對號座，後來從同年二二八連假開始在假日亦適用此票種。自2012年11月1日起，台灣高鐵公司推出65折、8折、9折早鳥票優惠，最晚需在包含乘車日當天前5天售出，並表示這些65折早鳥票在截止日期前售罄後將改販售8折或9折早鳥票，且在截止日期前完全售罄後，將以原價販售。

### 發車頻率
| 方向 | 每日開出班次 | 每日開出班次 | 每日開出班次 | 每日開出班次 | 每日開出班次 | 每日開出班次 | 每日開出班次 | 每周開出班次 |
| 方向 | 周一         | 周二         | 周三         | 周四         | 周五         | 周六         | 周日         | 每周開出班次 |
| ---- | ------------ | ------------ | ------------ | ------------ | ------------ | ------------ | ------------ | ------------ |
| 南下 | 77           | 73           | 73           | 78           | 90           | 84           | 85           | 560          |
| 北上 | 78           | 75           | 75           | 79           | 88           | 76           | 97           | 568          |
| 合計 | 155          | 148          | 148          | 157          | 178          | 160          | 182          | 1,128        |

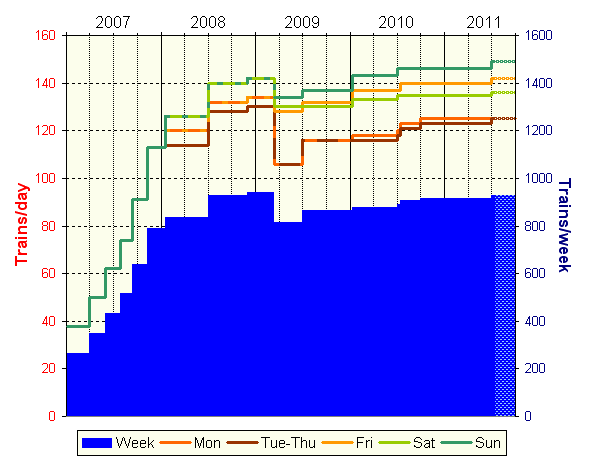
台灣高鐵每日及每週正常班次，假日加開班次以及因特殊事件取消的班次均未顯示

台灣高鐵公司會在連續假期會加開班次，2011年6月29日，台灣高鐵公司提議將列車服務的最大數量增加到每天210班次（目前在2025年7月平均每天開出161班次），該提案通過環境影響評估，增加在當天高需求量的可能服務班次。

### 客運量

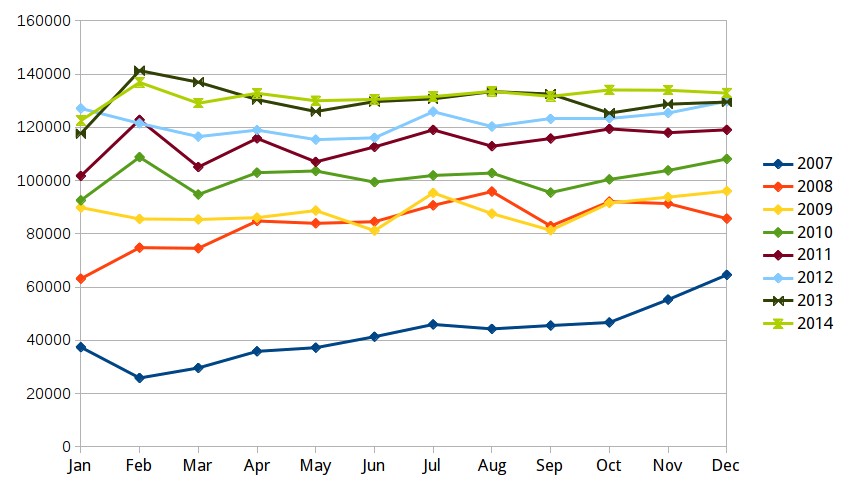
台灣高鐵每日平均運量（月度計）

台灣高鐵公司原本預測在通車後會有每日18萬人次搭乘，到2036年預估有40萬人次搭乘，但受到1997年亞洲金融危機造成飛機運量下滑50%的影響，高鐵運量預測也隨之下修，最終開通初期運量預估落在每日14萬人次，不過在開通初期的實際運量與這些預測不符。2007年9月，通車6個月後，台灣高鐵公司已統計每月有150萬人次搭乘，相當於每日約5萬人次搭乘，隔年高鐵運量幾乎加倍，到通車後第三年的每日平均運量已攀升至8.8萬人次，到2012年9月的每日平均運量已超過12萬人次，截至2024年底，每日平均運量為21.4萬人次。台灣高鐵的客座利用率在開通三年內接近45%，自2009年開始略有提高，到2024年達71.73％。
| 年度                   | 旅客人數 （人次） | 客座公里:A     | 延人公里:B     | 客座利用率（%）:B/A | 列車行駛公里 | 客車公里 （Train-km*12） | 準點率 （誤點時間未滿5分鐘） |
| ---------------------- | ----------------- | -------------- | -------------- | ------------------- | ------------ | ------------------------ | ---------------------------- |
| 2007:16, 18            | 15,558,356        | 7,838,644,289  | 3,520,173,426  | 44.91               | 7,925,828    | 95,109,936               | 99.47%                       |
| 2008:52, 54, 55        | 30,581,261        | 15,089,499,008 | 6,566,119,575  | 43.51               | 15,257,330   | 183,087,960              | 99.19%                       |
| 2009:84~86             | 32,349,260        | 14,821,653,184 | 6,863,960,208  | 46.31               | 14,986,505   | 179,838,060              | 99.25%                       |
| 2010:84~86             | 36,939,596        | 15,296,119,539 | 7,491,019,590  | 48.97               | 15,466,248   | 185,594,976              | 99.21%                       |
| 2011:84~86             | 41,629,303        | 15,781,051,602 | 8,147,869,493  | 51.63               | 15,956,574   | 191,478,888              | 99.87%                       |
| 2012:90~92, 97, 98     | 44,525,754        | 15,829,068,364 | 8,641,573,257  | 54.59               | 16,005,125   | 192,061,500              | 99.40%                       |
| 2013:88~90, 97, 98     | 47,486,229        | 15,858,327,738 | 9,118,060,276  | 57.50               | 16,034,710   | 192,416,520              | 99.38%                       |
| 2014:90~92, 100, 101   | 48,024,758        | 16,167,495,855 | 9,235,162,292  | 57.12               | 16,347,317   | 196,167,804              | 99.61%                       |
| 2015:100~102, 109~111  | 50,561,954        | 16,186,948,588 | 9,654,960,687  | 59.65               | 16,366,984   | 196,403,808              | 99.66%                       |
| 2016:104~106, 113~115  | 56,586,210        | 16,512,526,628 | 10,488,339,832 | 63.52               | 16,696,185   | 200,354,220              | 99.43%                       |
| 2017:102~104, 111~113  | 60,571,057        | 17,040,173,121 | 11,103,358,620 | 65.16               | 17,229,700   | 206,756,400              | 99.72%                       |
| 2018:114~116, 120~122  | 63,963,199        | 17,249,709,128 | 11,558,787,218 | 67.01               | 17,441,565   | 209,298,780              | 99.43%                       |
| 2019:126~128, 133~135  | 67,411,248        | 17,629,990,176 | 11,994,452,919 | 68.03               | 17,826,078   | 213,912,936‬              | 99.88%                       |
| 2020:138~140, 145~147  | 57,238,942        | 17,407,300,140 | 9,912,062,318  | 56.94               | 17,626,356   | 211,516,272              | 99.72%                       |
| 2021:140~142, 148~150  | 43,459,558        | 15,175,274,282 | 7,568,787,566  | 49.88               | 15,532,523   | 186,390,276              | 98.75%                       |
| 2022:144~146, 152~154  | 54,162,008        | 17,516,589,784 | 9,338,060,508  | 53.31               | 17,928,956   | 215,147,472              | 99.47%                       |
| 2023:148~150, 156~158  | 73,086,668        | 17,779,654,904 | 12,564,568,569 | 70.67               | 18,198,214   | 218,378,568              | 99.58%                       |
| 2024:124~126, 133, 134 | 78,250,483        | 18,613,842,363 | 13,351,195,027 | 71.73               | 19,052,039   | 228,624,468              | 99.50%                       |

開始營運265天後，台灣高鐵在2007年9月26日突破1千萬人次搭乘，接著在2010年8月3日突破1億人次搭乘，在2012年12月17日突破2億人次，並於2018年7月24日突破5億人次，截至2025年3月，台灣高鐵自開通以來的旅運量已累積9.1億人次。另外，台灣高鐵自開通以來一直寫下單日最高運量紀錄，其中在2019年4月7日清明連假期間的單日運量首次突破30萬人次，在2019年9月15日中秋節連假期間的單日運量來到31.8萬人次，到目前為止，台灣高鐵單日最高運量紀錄發生在2023年10月1日中秋節連假最後一天，共計33.8萬人次搭乘。
由於台灣高鐵的開通，造成來往台灣南北部的航空服務陸陸續續停辦，到2008年8月為止，來往台北與台灣西部城市之間的國內航線有一半已停運，包括所有已設立高鐵車站的城市之間的航線，僅剩台北與高雄之間每日一班，預計2008年國內航空運輸總量將比2006年減少一半，實際航空客運量從860萬人次下降至490萬人次，2012年6月，最後一家服務北高航線的華信航空宣布在該年8月底停辦台北來往高雄的國內線商業航班。台北與高雄之間的傳統鐵路出行比例從2006年的9.71%下降到2008年的2.5%，而高鐵則成為最常見的交通方式，到2008年佔所有出行比例的50%。台灣高鐵的開通也讓中山高速公路在2007年減少10%車流，儘管長途國道客運票價比高鐵便宜，但這些客運業者報告稱他們的運量到2008年為止已經減少20至30%。

## 未來計畫

### 延伸屏東

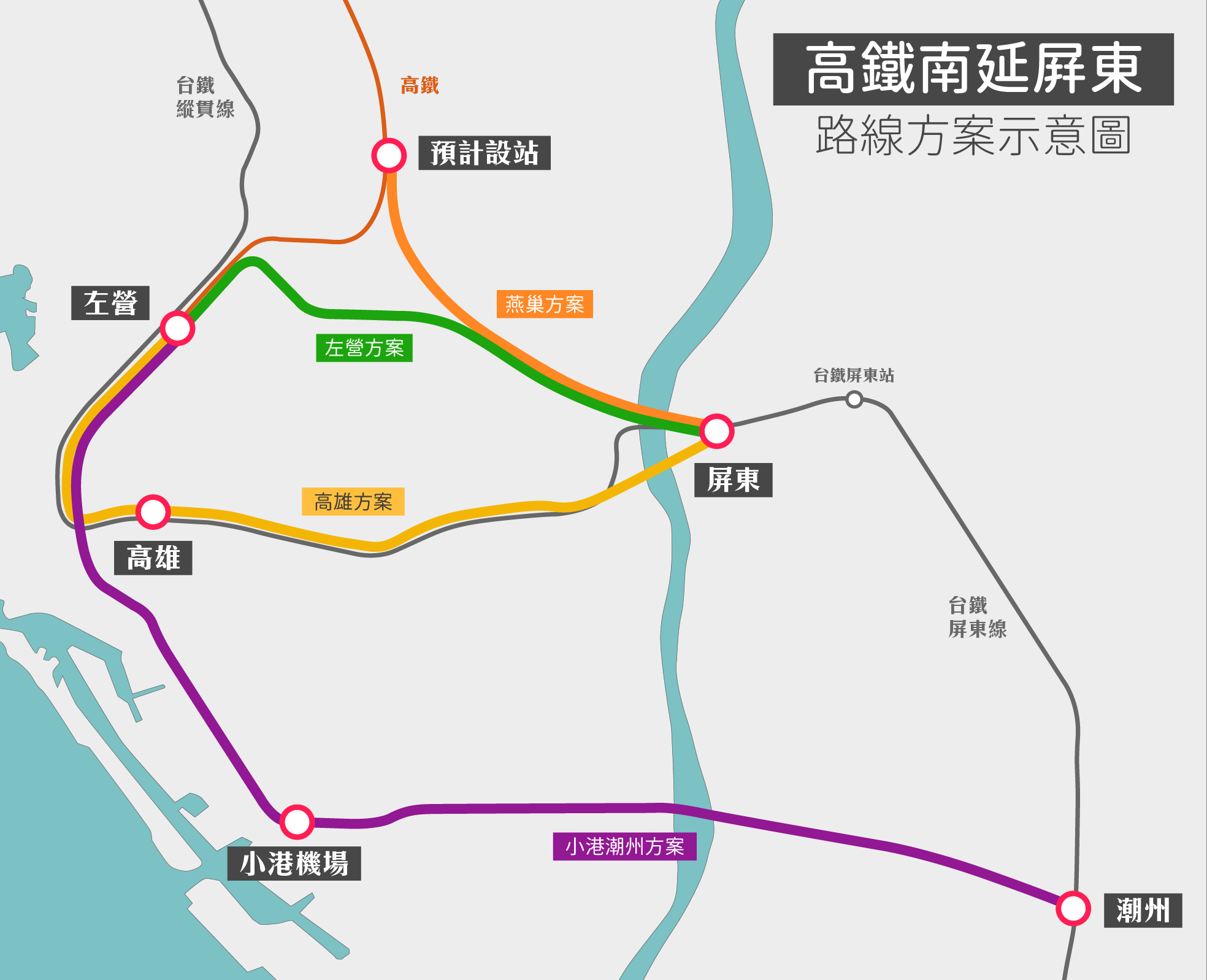
延伸屏東的四個備選方案一覽

台灣高鐵通車後，屏東成為少數沒有高鐵路線經過與設站的西部縣市，屏東當地人士因而積極爭取高鐵延伸屏東的計畫。2007年10月，交通部再提出左營以南路線與臺鐵共軌案，並預計延伸至潮州，惟此一計畫遭學者強烈質疑可行性。行政院於同年10月核定左營到屏東段台鐵高鐵「雙軌共構」。2008年中華民國總統選舉後，毛治國主政的交通部評估與臺鐵共軌管理難度太高而變更計畫，臺灣高鐵延伸到屏東設站因此破局。2010年3月，行政院核定行政院經濟建設委員會「國土空間發展策略計畫」，其中提出大鵬灣、枋寮與恆春等地作為高鐵新車站候選。
2017年4月5日，行政院核定前瞻基礎建設計畫中軌道建設部分，包括《高鐵延伸屏東案站址規劃作業》，計畫經費0.08億元，預計於2017年底完成報告。2019年7月10日，交通部最新方案出爐，除了原有的燕巢案和左營案，以國土開發角度調整後，再增高雄案和小港潮州案。據了解，交通部初步研商左營案和高雄案在工程技術、用地取得、環境影響及營運等方面較具可行性。2019年9月27日，交通部召開高鐵南延審查案，拍板定案「左營案」。後續期程還需經過綜合規畫、細部設計、環境影響評估及11年工期，預計斥資新台幣554億元，最快2029年底可完工通車。
2023年1月，時任行政院院長蘇貞昌核定台灣高鐵延伸屏東案，但是在2024年7月30日，原左營案為避開石化廠區路線直接穿越高鐵左營基地，將涉及道岔、號誌，及變更基地設計等問題，因此鐵道局考慮重啟評估經過高雄車站的高雄方案。2024年12月28日，行政院院長卓榮泰宣布，高鐵延伸至屏東的路線將採用進入高雄車站的高雄方案。

### 延伸宜蘭

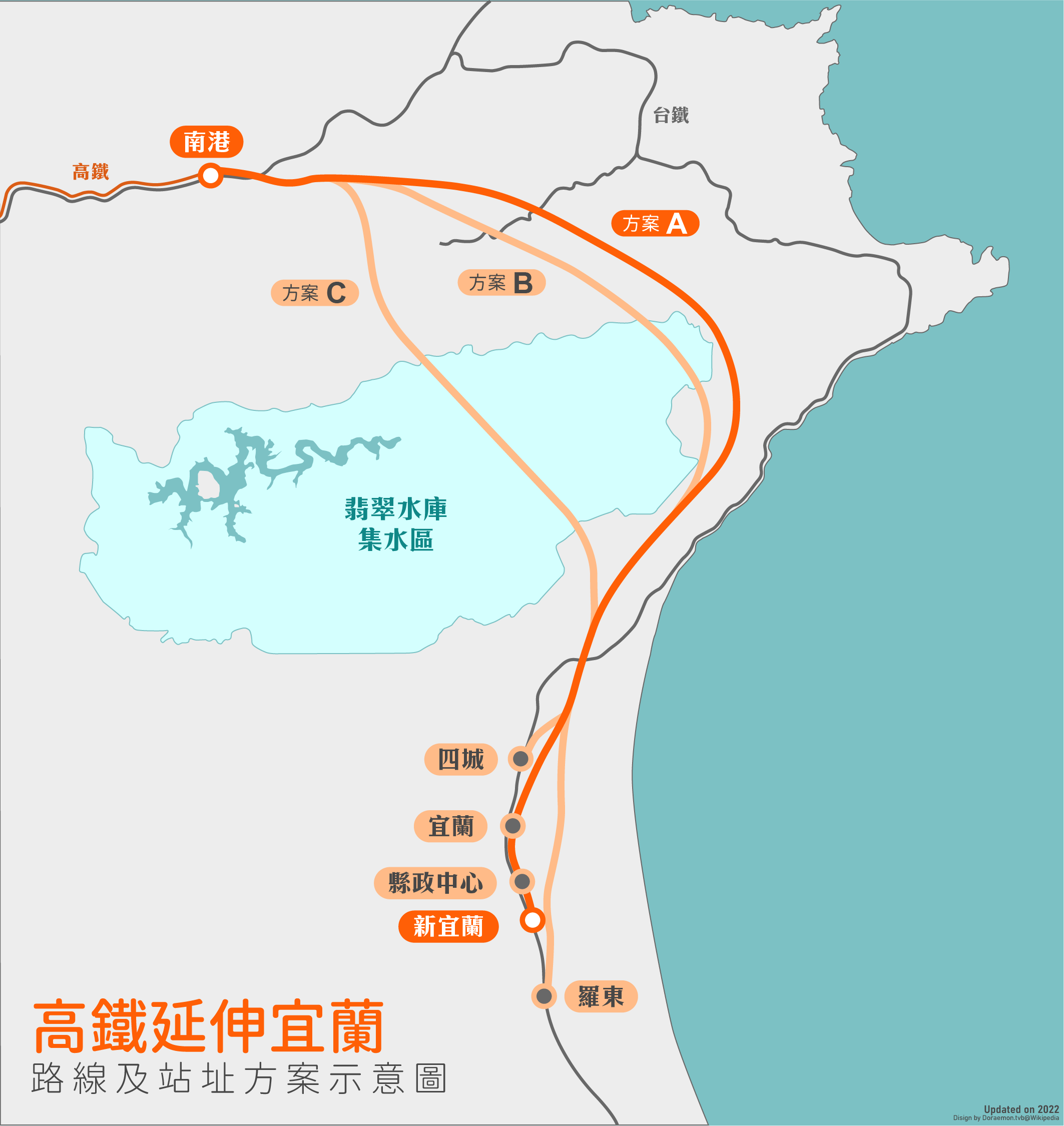
高鐵延伸宜蘭路線及站址方案一覽

早在台灣高鐵建設期間，就已經有要求將高鐵延伸至宜蘭的聲音。2000年，交通部承諾將針對宜蘭路線進行可行性研究，並提出延伸高鐵、規劃新路線、以及改善北迴線三種劇本。2001年，交通部高鐵局在認為高鐵延伸的工期需十年以上、經費需500億新臺幣，站址也不與臺鐵共構，對花蓮與台東居民助益也很有限。最後認為延伸計畫不可行，並建議應先改善臺鐵路線、或新建北宜新線，以縮短臺鐵的行車時間。雖然延伸至宜蘭的計畫於工程期間被否決，可行性評估仍舊持續，如2016年，就有提出其他可行方案。
2019年8月，中華民國交通部表示為縮短城鄉差距，將以「西高鐵、東快鐵」為前提，評估把高鐵延伸至宜蘭。10月23日，交通部鐵道局表示已完成延伸至宜蘭的可行性規劃，將進入綜合評估階段，並於11月22日啟動綜合規劃及環評。在2019年的可行性規劃中，高鐵將從南港區延伸至宜蘭市、車站也會與臺鐵的宜蘭車站共構。全線長度約50公里，行車時間約13分鐘，尖峰時段一小時可發出15班車，最高載運量也可達18,000人，預估施作工期大約要10年。交通部也表示考量工程、環境與財務，高鐵延伸宜蘭的可行性較北宜直鐵要高。
2020年8月19日，交通部部長林佳龍表示，為解決國道五號塞車問題，正式規劃將高鐵延伸至宜蘭。根據目前交通部鐵道局規畫，有三路廊納入評估，為了避免水源爭議，初步以遠離集水區的兩條路廊出線機率較高。2022年1月27日，交通部召開「高鐵延伸宜蘭計畫可行性研究暨綜合規劃」環評前審查會議，並在會議中確定站址，位置於原縣政中心案以南約350公尺處，後續將提送環評。8月24日，初步環評通過，並將進入二階環評。2025年3月，原本在2022年預估新台幣1,800億元作為高鐵延伸宜蘭的興建經費因考慮到人力物資大幅上漲，宜蘭縣政府估計未來通過環評進入綜合規畫階段時，工程經費可能會來到將近新台幣4,000億元。2025年7月9日，高鐵延伸宜蘭案通過環評初審，而環委也要求提供行車時間等相關數據，隨後在同年8月20日通過環評，預計新建59.6（37.0英里）。

## 重大事故
2013年4月12日，開往台北車站的第616次北上列車，在第11節車廂廁所內發現可疑的行李物品，因此這部列車被迫停在高鐵桃園站，並緊急疏散所有乘客。稍後，該行李由拆彈小組拆除，並採取進一步的調查，發現該行裡包含罐裝液體、白色粉末等，而兩位時任立法委員徐欣瑩與盧秀燕也在車上。2013年4月15日，上述事件的兩名嫌犯在中国大陆廣東省中山市一間酒店被逮捕，於同年4月17日遣送回台。事後，新北地檢署在2013年6月6日對兩名嫌犯胡宗賢和朱亞東提起訴訟，於2014年1月22日由新北地院宣布判處胡宗賢和朱亞東各22年、12年有期徒刑，於2014年6月24日由台灣高等法院宣布判處胡宗賢和朱亞東各20年、10年6個月有期徒刑，於2016年1月27日由台灣最高法院宣布維持二審判決定讞。
2021年8月7日，受大雨影響，致高鐵苗栗縣通霄鎮路段邊坡滑動，土石並衝入軌道淨空區而影響營運安全，自當日中午12時起，暫停苗栗-台中雙向運轉，經搶修後隔日苗栗-台中區間採單線雙向方式運轉，直到2021年8月20日修復完成。這宗事故造成邊坡坍塌總長度約100公尺，雖然是台灣高鐵自通車14年來最嚴重的山體滑坡事故，但觸動高鐵邊坡告警系統而讓距離事故地點17公里內的列車煞停，因此無人受傷。
2022年4月1日15點39分，高鐵左營站附近的東南水泥廠區，在進行拆除儲料槽作業時不慎意外傾倒，壓毀臺灣電力公司高壓電線塔，使臺灣電力公司69KV高壓電纜橫跨於台灣高鐵主線上方，造成高鐵主線供電異常，連帶影響台南至左營路段的營運，隨後經高鐵公司緊急搶修後於當日晚上10點40分恢復正常營運。事後，施工廠商「炯德營造」被高雄市政府勒令停工，也被工務局、勞工局和環保局合計開罰超過新台幣600萬元罰鍰，且被移送法辦。另外，東南水泥董事長陳敏斷因這宗重大事件而向大眾鞠躬道歉，而台灣高鐵公司在2022年4月7日亦向東南水泥提出新台幣6,680萬元賠償，後來施工廠商在事發後已經賠償台灣高鐵公司在內將近新台幣1億元，因此這宗事件由橋頭地檢署調查後給予緩起訴處分。

## 公共活動
自2009年起，高鐵公司舉辦「搭高鐵免費逛書展」活動，任何旅客在台北國際書展舉辦期間，可以持桃園以南至台北的高鐵車票免費入場。自2010年起，台灣高鐵公司與世界展望會台灣分會合作，為數千名貧困兒童開辦了學費援助計劃，乘客也為此捐款:57。台灣高鐵公司的其他活動包括在車站表演阿比貝拉、在主要車站為拍攝婚紗照的情侶贈送禮物、為公眾提供車站參觀並與其他鐵路運輸運營商分享經驗、以及與非營利組織合作，為弱勢群體和家庭提供數千次免費乘車服務:109。另外，台灣高鐵公司亦邀請中華民國鐵道文化協會、國立交通大學鐵道研究會和青年救國團聯合舉辦一系列「台灣高鐵營隊」活動，讓小學、中學和大學的學生了解高速鐵路和台灣高鐵公司:108。

## 流行文化
在文學方面，日本作家吉田修一創作長篇小說《路》，以日本與台灣為舞台，描述台灣高鐵從建設到開通的8年間日台人們彼此人生間的故事，後來台灣公視攜手日本NHK將這部小說的故事改編成電視劇《路～台灣Express～》，由炎亞綸、波瑠主演，於2020年5月16日播出。
在電影方面，第一部以台灣高鐵為主要特色的電影是《夏天的尾巴》，由鄭文堂執導，張睿家、柯奐如、林涵主演，在2007年上映，這部電影在台南柳營拍攝台灣高鐵穿越嘉南平原的畫面，成為第一部捕捉台灣高鐵畫面的電影。第二部電影為日本電影《十億追殺令》，由三池崇史執導，大澤隆夫、松嶋菜菜子、藤原龍也等人主演，在2013年11月1日上映，為了戲中新幹線場景，遠赴台灣取景，選在高鐵台南站及左營基地進行十天的拍攝，成為第一部在台灣高鐵拍攝的日本電影。第三部電影《96分鐘》為災難動作驚悚電影，由洪⼦烜執導，林柏宏、宋芸樺、王柏傑等人主演，預計在2025年9月5日上映，這部電影描述一宗炸彈攻擊案，在高鐵列車上接獲「列車上藏有炸彈」消息後，如何在有限時間內解除危機。
在遊戲方面，台灣Actainment與日本音樂館共同開發《Railfan 台灣高鐵》鐵路模擬類遊戲，是第一款適用於索尼電腦娛樂公司旗下PlayStation 3系統的台灣遊戲，並採用真實行車畫面。至於「國家地理」網站將台灣高鐵旅行評選為2013年「最佳冬季旅行」。

## 延伸閱讀
- Hood, Christopher P. . 倫敦: Routledge. 2006年. ISBN 0-415-44409-8 （英语）.

## 導航連結
- 官方网站（繁體中文）
- 交通部鐵道局（繁體中文）
- T:台灣高速鐵路RDT